# Liste der Biografien/Oh
Liste der Biografien |
Portal Biografien |
Personensuche
# |
A |
B |
C |
D |
E |
F |
G |
H |
I |
J |
K |
L |
M |
N |
O |
P |
Q |
R |
S |
T |
U |
V |
W |
X |
Y |
Z |
?
 
Oa |
Ob |
Oc |
Od |
Oe |
Of |
Og |
Oh |
Oi |
Oj |
Ok |
Ol |
Om |
On |
Oo |
Op |
Oq |
Or |
Os |
Ot |
Ou |
Ov |
Ow |
Ox |
Oy |
Oz
Die Liste der Biografien führt alle Personen auf, die in der deutschsprachigen Wikipedia einen Artikel haben. Dieses ist eine Teilliste mit 607 Einträgen von Personen, deren Namen mit den Buchstaben „Oh“ beginnt.

## Oh
- Oh Jung-se (* 1977), südkoreanischer Schauspieler
- Oh Kyo-moon (* 1972), südkoreanischer Bogenschütze
- Oh Land (* 1985), dänische Elektropopsängerin
- Oh No, amerikanischer Rapper
- Oh Seung-lip (* 1946), südkoreanischer Judoka
- Oh Susanna (* 1971), kanadische Alternative-Country-Singer-Songwriterin
- Oh! Great (* 1972), japanischer Manga-Zeichner
- Oh, Ah-yeon (* 1992), südkoreanische Schauspielerin
- Oh, Ban-suk (* 1988), südkoreanischer Fußballspieler
- Oh, Beom-seok (* 1984), südkoreanischer Fußballspieler
- Oh, Christina, US-amerikanische Filmproduzentin
- Oh, Chung-hwan, südkoreanischer Regisseur
- Oh, Dal-su (* 1968), südkoreanischer SchauspielerOh Dal-su (* 1968)

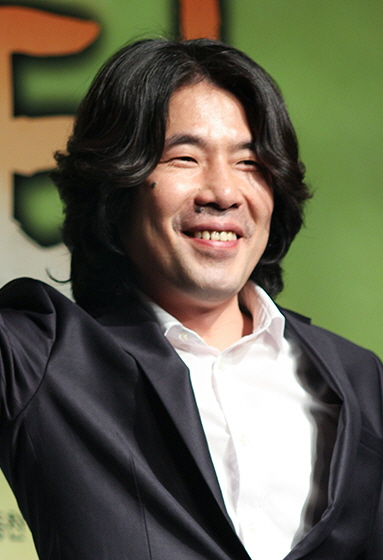
Oh Dal-su (* 1968)

- Oh, Erick (* 1984), koranisch-US-amerikanischer Filmemacher
- Oh, Eun-seok (* 1983), südkoreanischer Säbelfechter und Olympiasieger
- Oh, Eun-su (* 1993), südkoreanischer Curler
- Oh, Eun-sun (* 1966), südkoreanische Bergsteigerin
- Oh, Gyu-won (1941–2007), südkoreanischer Autor
- Oh, Ha-na (* 1985), südkoreanische Florettfechterin
- Oh, Hee (* 1969), südkoreanische Mathematikerin
- Oh, Hye-ri (* 1988), südkoreanische Taekwondoin
- Oh, Hyeon-gyu (* 2001), südkoreanischer Fußballspieler
- Oh, Hyeon-jeong (* 1988), südkoreanische Fußballschiedsrichterin
- Oh, Hyon-ho (* 1986), südkoreanischer Eishockeyspieler
- Oh, In-hye (1984–2020), südkoreanische Schauspielerin und Model
- Oh, In-pyo (* 1997), südkoreanischer Fußballspieler
- Oh, Jae-suk (* 1990), südkoreanischer Fußballspieler
- Oh, Jay, deutscher SängerJay Oh

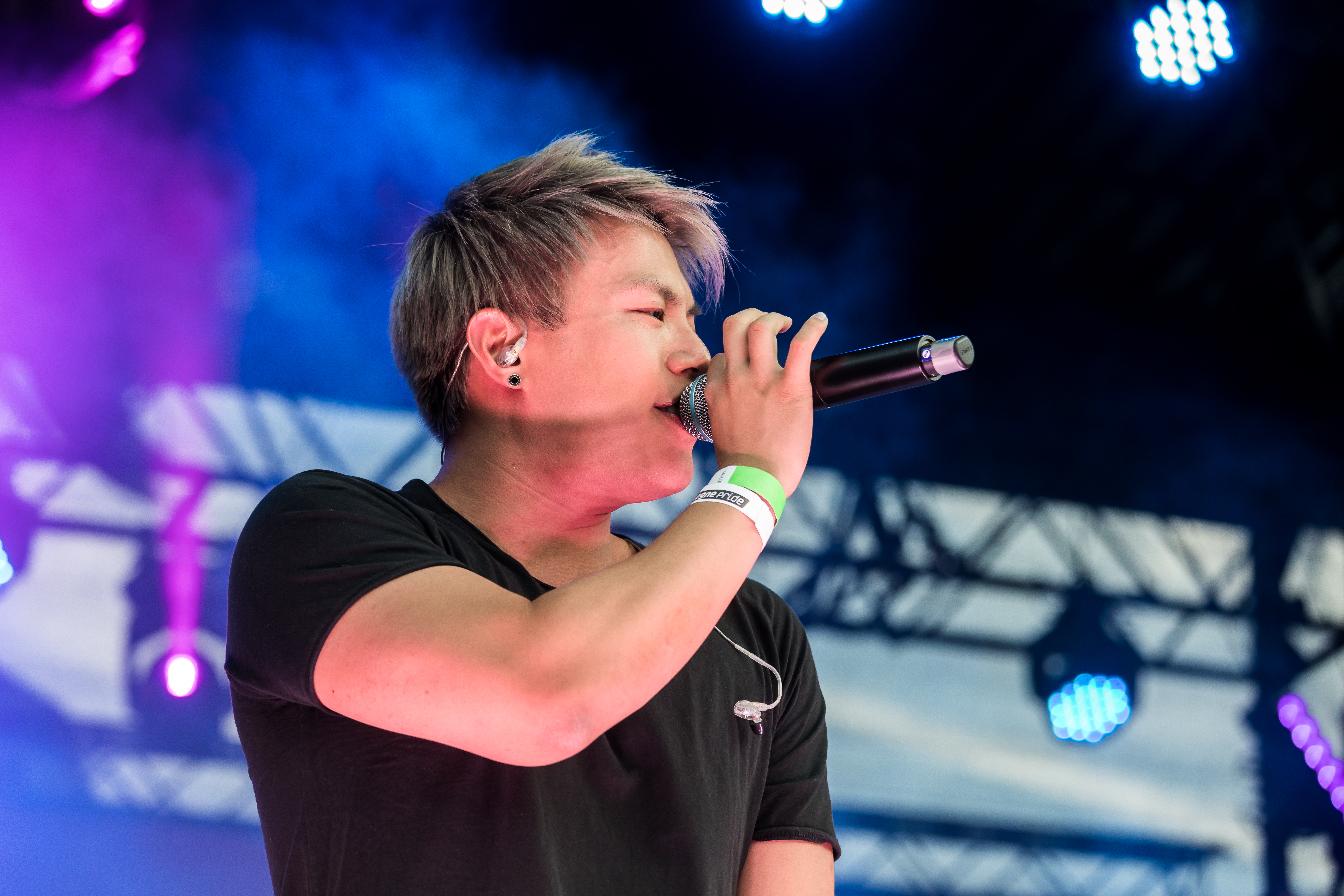
Jay Oh

- Oh, Jin-hyek (* 1981), südkoreanischer Bogenschütze
- Oh, Joo-han (* 1988), südkoreanischer Marathonläufer kenianischer Herkunft
- Oh, Jung-hee (* 1947), südkoreanische Autorin
- Oh, Jung-hee (* 1978), südkoreanische Marathonläuferin
- Oh, Junggeun (* 1970), südkoreanischer Maler
- Oh, Kyong-soo (* 1987), südkoreanischer Sprinter
- Oh, Linda (* 1984), australische Jazzmusikerin (Kontrabass, Komposition)
- Oh, Mi-ja (* 1970), südkoreanische Marathonläuferin
- Oh, Min-ji (* 1985), südkoreanische Eisschnellläuferin
- Oh, Min-keun (* 1952), südkoreanischer Boxer im Federgewicht und Linksausleger
- Oh, Sadaharu (* 1940), chinesischer Baseballspieler in Japan
- Oh, Sandra (* 1971), kanadische SchauspielerinSandra Oh (* 1971)

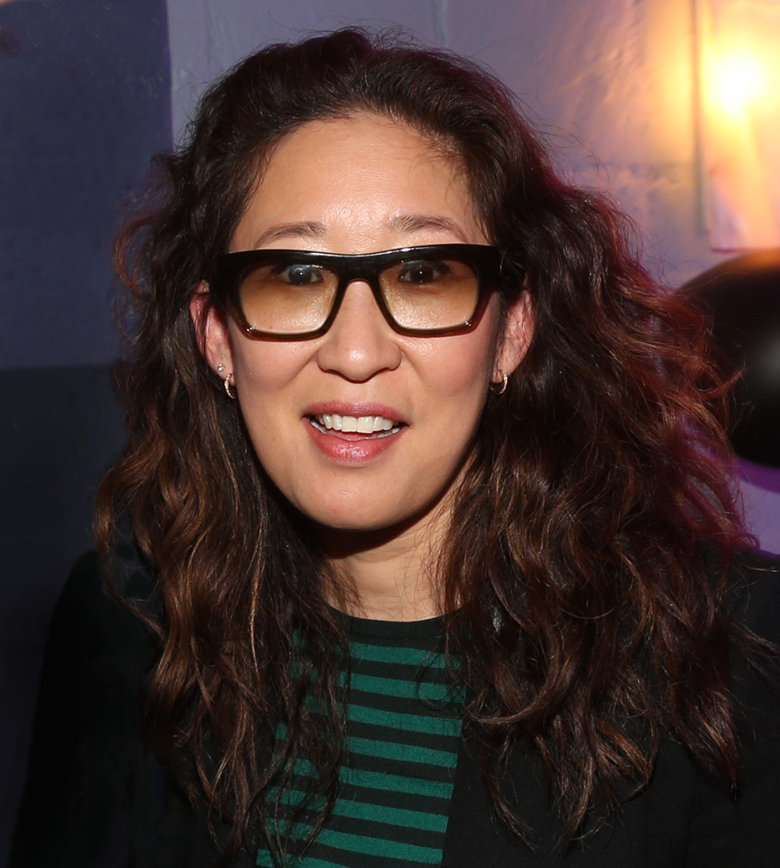
Sandra Oh (* 1971)

- Oh, Sang-eun (* 1977), südkoreanischer Tischtennisspieler und -trainer
- Oh, Sang-uk (* 1996), südkoreanischer Säbelfechter
- Oh, Se-hoon (* 1961), südkoreanischer Politiker, Bürgermeister Seouls
- Oh, Se-hun (* 1994), südkoreanischer Sänger, Rapper, Tänzer, Schauspieler und Model
- Oh, Se-jong (1982–2016), südkoreanischer Shorttracker
- Oh, Seong-ok (* 1972), südkoreanische Handballspielerin und -trainerin
- Oh, Seongju (* 1964), südkoreanischer Sänger (Tenor), Komponist und Dirigent
- Oh, Seul-ki (* 1987), südkoreanische Badmintonspielerin
- Oh, Song-suk (* 1977), nordkoreanische Marathonläuferin
- Oh, Soo-yeon (* 1964), südkoreanische Autorin
- Oh, Soon-Tek (1932–2018), US-amerikanischer Schauspieler
- Oh, Won-bin (* 1990), südkoreanischer Sänger, Rapper und Schauspieler
- Oh, Ye-jin (* 2005), südkoreanische Sportschützin
- Oh, Yeon-seo (* 1987), südkoreanische Schauspielerin
- Oh, Yoon-kyung (* 1941), nordkoreanischer Fußballspieler
- Oh, Yun-kyo (1960–2000), südkoreanischer Fußballspieler und -trainer
- Oh-Havenith, Jimin (* 1960), koreanisch-deutsche Pianistin

### Oha
- Ohaco, Dominique (* 1995), chilenische Freestyle-Skisportlerin
- O’Hagan, John (1822–1890), irischer Jurist, Richter und Schriftsteller
- O’Hagan, Keeley (* 1994), neuseeländische Hochspringerin
- Ohainski, Uwe (* 1964), deutscher Historiker und Ortsnamenforscher
- O’Hair, Frank Trimble (1870–1932), US-amerikanischer Politiker
- O’Hair, Madalyn Murray (1919–1995), US-amerikanische Bürgerrechtlerin
- Ohale, Osinachi (* 1991), nigerianische Fußballspielerin
- O’Halleran, Tom (* 1946), US-amerikanischer Politiker
- O’Halloran, Brian (* 1969), US-amerikanischer Schauspieler
- O’Halloran, Donal, irischer Badmintonspieler
- O’Halloran, Dustin (* 1971), US-amerikanischer Komponist
- O’Halloran, Jack (* 1943), US-amerikanischer SchauspielerJack O’Halloran (* 1943)

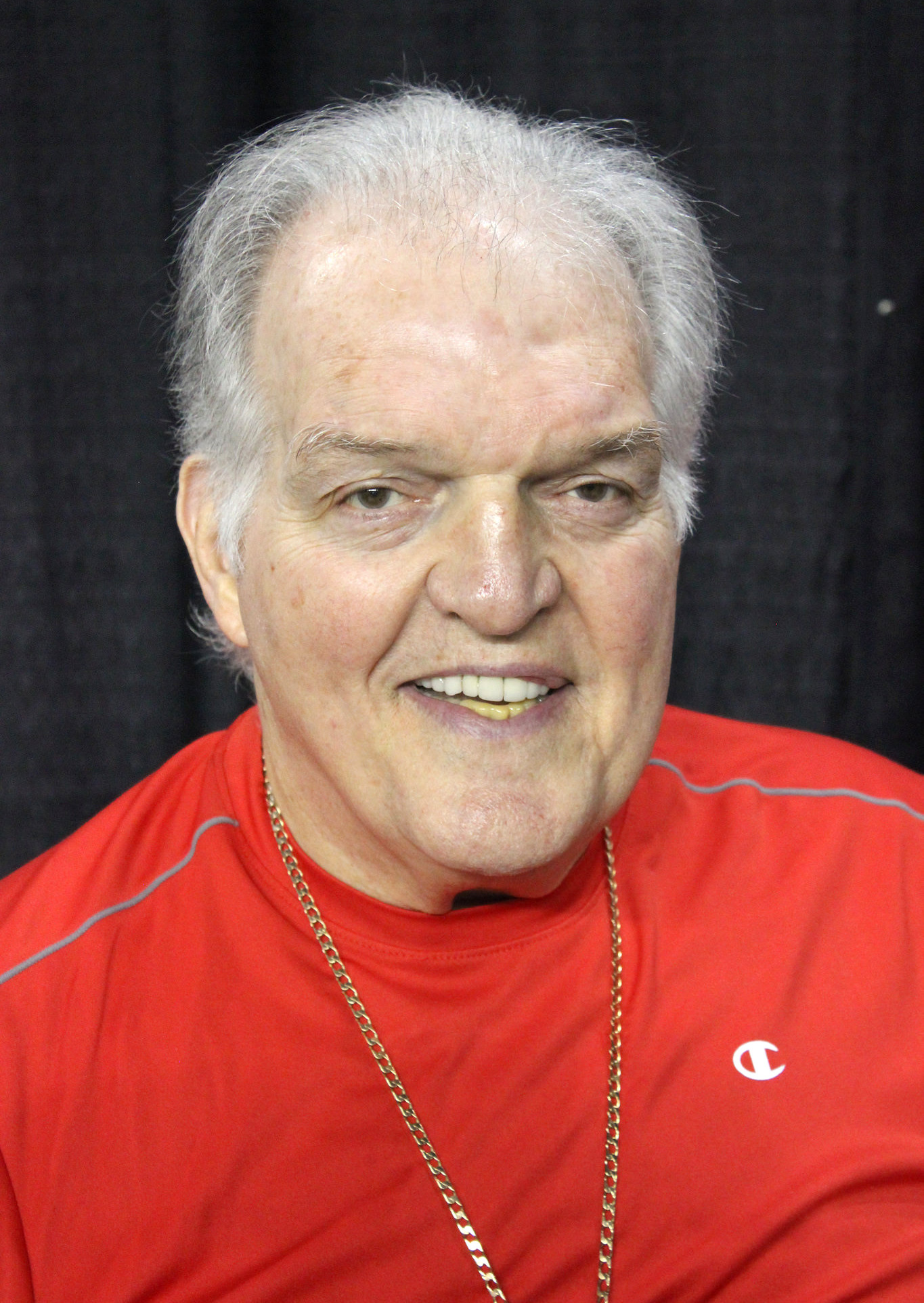
Jack O’Halloran (* 1943)

- O’Halloran, Kevin (1937–1976), australischer Schwimmer
- O’Halloran, Michael (1936–2023), irischer Politiker
- O’Halloran, Michael (* 1991), schottischer Fußballspieler
- O’Halloran, Stephen (* 1987), irischer Fußballspieler
- O’Halloran, Tom (* 1992), australischer Sportkletterer
- Ohana, Amir (* 1976), israelischer Politiker
- Ohana, Cláudia (* 1963), brasilianische Schauspielerin
- Ohana, Katharina (* 1970), deutsche Sozialphilosophin
- Ohana, Maurice (1913–1992), französischer Komponist
- Ohandschanjan, Ararat (* 1968), armenischer Mediziner und Politiker der Republik Arzach
- Ohandschanjan, Hamo (1873–1947), armenischer Ministerpräsident
- Ohandza, Franck (* 1991), kamerunischer Fußballspieler
- Ohanian, Alexis (* 1983), US-amerikanischer Unternehmer und InvestorAlexis Ohanian (* 1983)

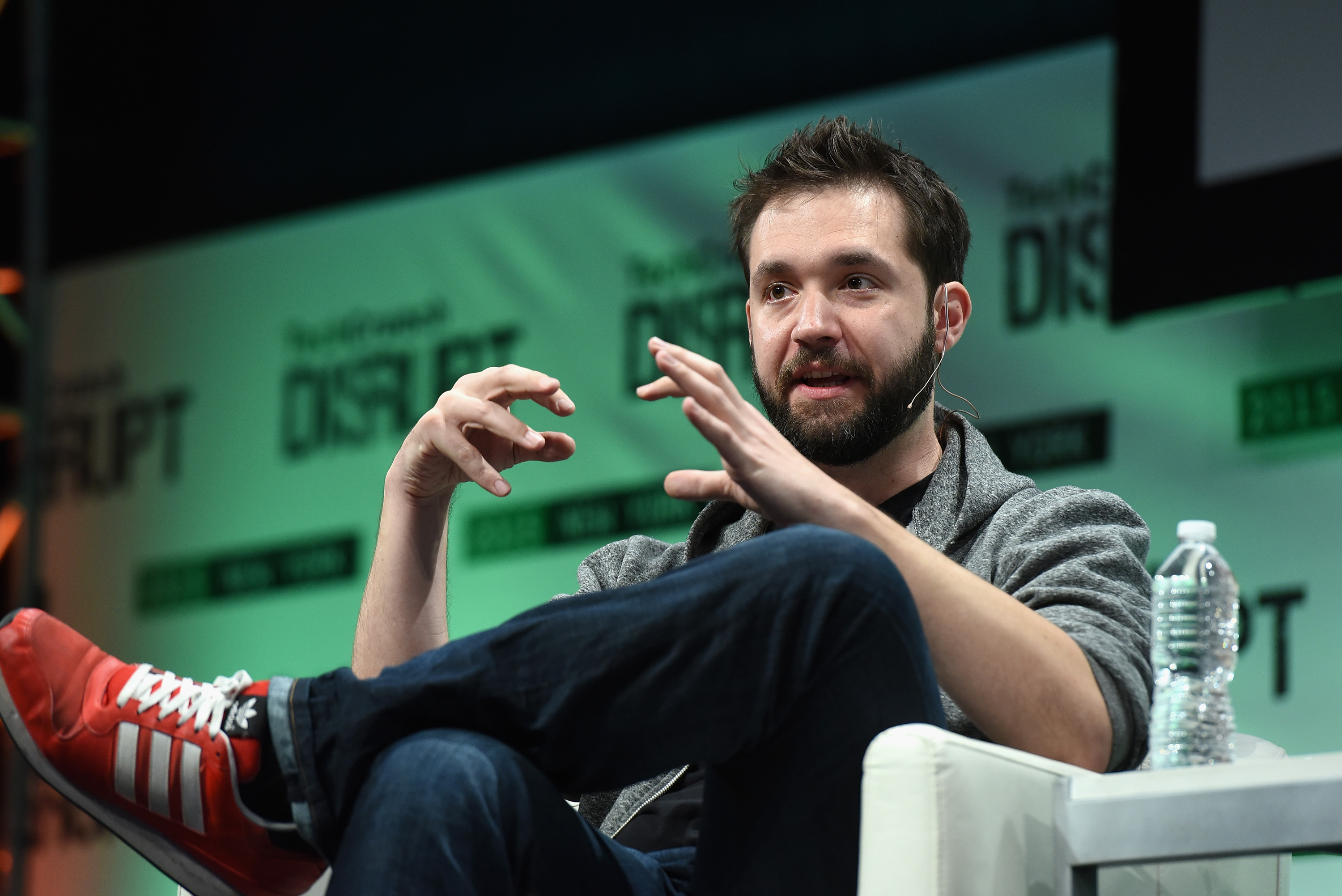
Alexis Ohanian (* 1983)

- Ohanian, Jezabel (* 1977), deutsche Basketballspielerin
- Ohanian-Kevorkian, Varty, libanesische Sozialpädagogin und Politikerin
- Ohanjan, Armen H. (* 1967), armenischer Politiker der Republik Arzach
- Ohanjan, Sejran (* 1962), armenischer Politiker, Generaloberst und Verteidigungsminister
- O’Hanlon, Ardal (* 1965), irischer Schauspieler, Komiker und Autor
- O’Hanlon, Fergal (1936–1957), irisches Mitglied der Irish Republican Army
- O’Hanlon, George (1912–1989), US-amerikanischer Schauspieler, Drehbuchautor und Synchronsprecher
- O’Hanlon, John (1876–1960), irischer Schachspieler
- O’Hanlon, Redmond (* 1947), britischer Autor
- O’Hanlon, Rory (1923–2002), irischer Richter und Rechtsanwalt
- O’Hanlon, Rory (* 1934), irischer Politiker
- O’Hanlon, Sé (* 1941), irischer Radrennfahrer
- O’Hanlon, Selena (* 1981), kanadische Vielseitigkeitsreiterin
- O’Hanlon, Tara (* 2005), irische Fußballspielerin
- O’Hanlon, Virginia (1889–1971), US-amerikanische Lehrerin, klärte als Achtjährige, ob es einen Weihnachtsmann gibt
- O’Hanrahan, Michael (1877–1916), irischer Revolutionär
- Ohanu, Michael (* 1998), nigerianischer Fußballspieler
- Ohanwe, Malcolm (* 1993), deutscher Journalist
- O’Hara Wood, Arthur (1890–1918), australischer Tennisspieler
- O’Hara Wood, Meryl († 1958), australische Tennisspielerin
- O’Hara Wood, Pat (1891–1961), australischer Tennisspieler
- O’Hara, Barratt (1882–1969), US-amerikanischer Zeitungsverleger, Rechtsanwalt und Politiker
- O’Hara, Betty (1925–2000), US-amerikanische Jazzmusikerin
- O’Hara, Brendan (* 1963), schottischer Politiker
- O’Hara, Catherine (* 1954), US-amerikanische Schauspielerin und DrehbuchautorinCatherine O’Hara (* 1954)

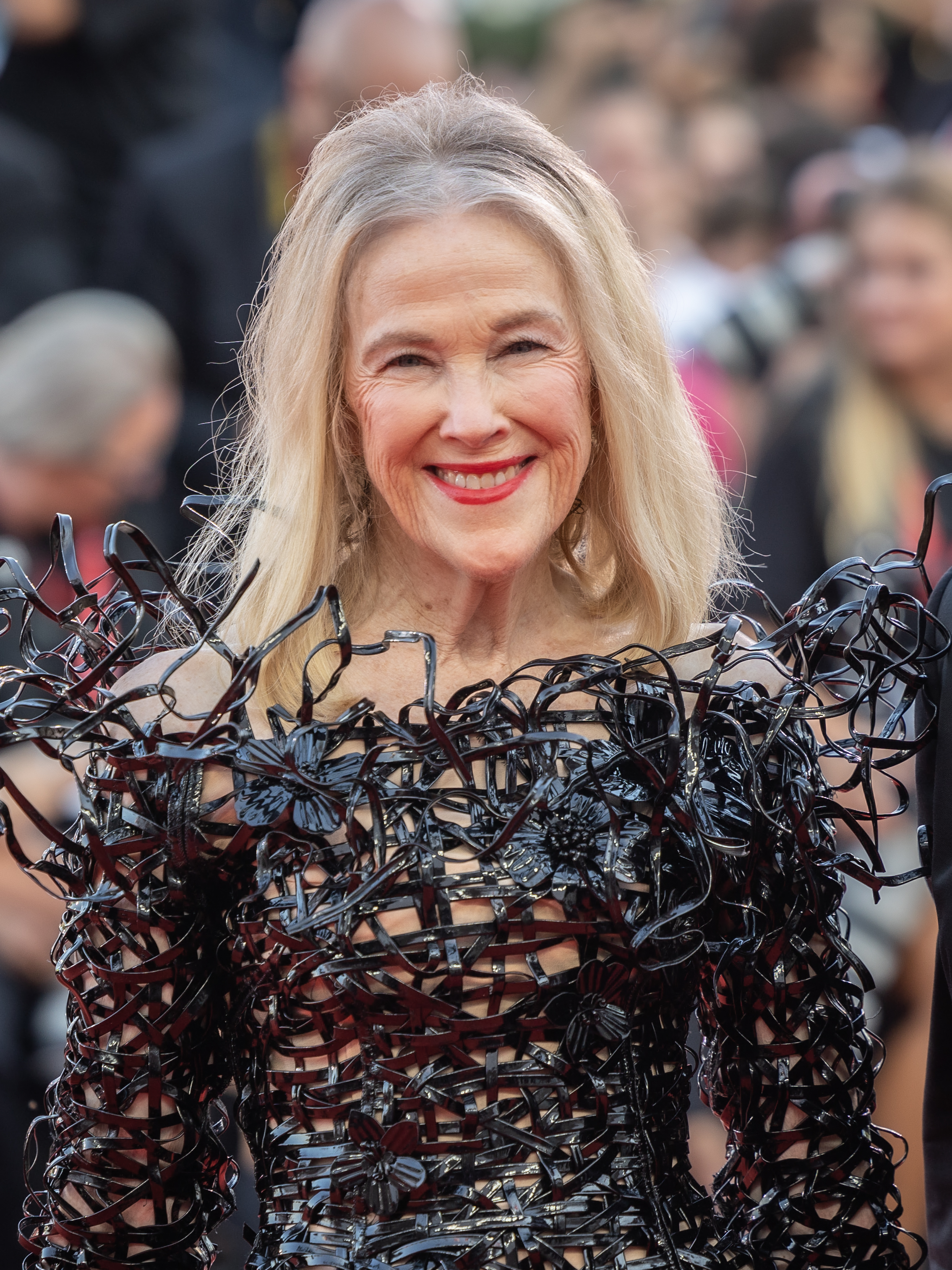
Catherine O’Hara (* 1954)

- O’Hara, Charles (1740–1802), britischer Militär
- O’Hara, David, US-amerikanischer Schauspieler, Filmregisseur und Drehbuchautor
- O’Hara, David (* 1965), schottischer Film- und Theaterschauspieler
- O’Hara, Edwin Vincent (1881–1956), US-amerikanischer römisch-katholischer Bischof
- O’Hara, Erin (* 1983), neuseeländische Triathletin
- O’Hara, Eureka (* 1990), US-amerikanische Dragqueen und Sänger
- O’Hara, Frank (1926–1966), US-amerikanischer Dichter
- O’Hara, Geoffrey (1882–1967), kanadisch-amerikanischer Sänger und Komponist
- O’Hara, Gerald Patrick (1895–1963), US-amerikanischer Geistlicher, römisch-katholischer Erzbischof, Diplomat und Apostolischer Nuntius
- O’Hara, Gerry (1924–2023), britischer Filmregisseur
- O’Hara, James E. (1844–1905), US-amerikanischer Politiker
- O’Hara, James G. (1925–1989), US-amerikanischer Politiker
- O’Hara, James, 2. Baron Tyrawley († 1773), britischer Botschafter und General
- O’Hara, Jamie (1950–2021), US-amerikanischer Country-Sänger und Songwriter
- O’Hara, Jamie (* 1986), englischer Fußballspieler
- O’Hara, Jenny (* 1942), US-amerikanische Schauspielerin
- O’Hara, John (1905–1970), US-amerikanischer Schriftsteller
- O’Hara, John (* 1946), US-amerikanischer Geistlicher, Weihbischof in New York
- O’Hara, John Francis (1888–1960), US-amerikanischer Geistlicher, Erzbischof von Philadelphia und Kardinal
- O’Hara, Joseph Patrick (1895–1975), US-amerikanischer Politiker
- O’Hara, Karen, US-amerikanische Artdirectorin und Szenenbildnerin
- O’Hara, Kelley (* 1988), US-amerikanische Fußballnationalspielerin
- O’Hara, Kelli (* 1976), US-amerikanische Schauspielerin und SängerinKelli O’Hara (* 1976)

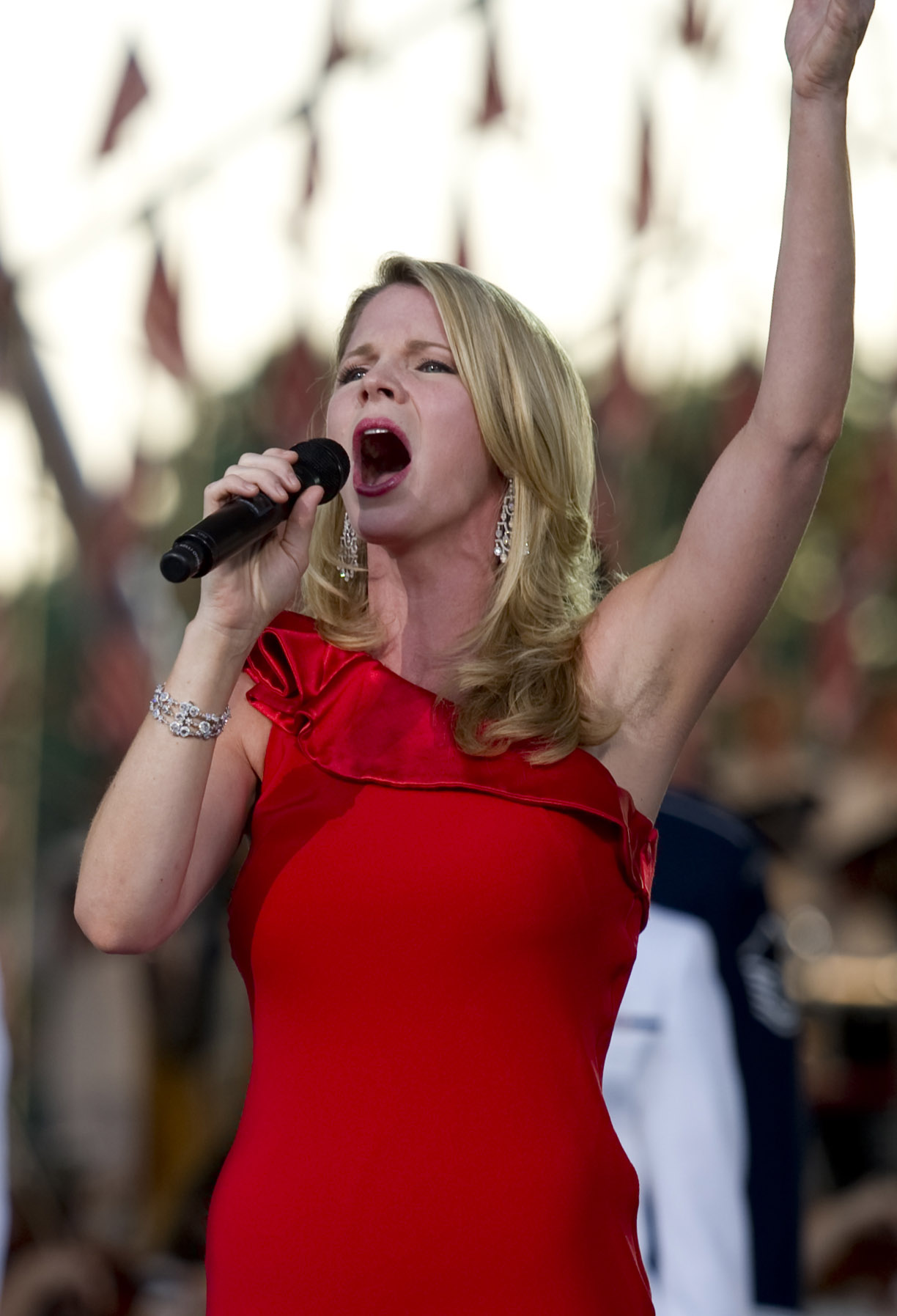
Kelli O’Hara (* 1976)

- O’Hara, Kevin (* 1998), schottischer Fußballspieler
- Ohara, Koson (1877–1945), japanischer Maler
- Ohara, Kōyū († 2004), japanischer Filmregisseur und Drehbuchautor
- O’Hara, Loral (* 1983), US-amerikanische Ingenieurin und Raumfahrtanwärterin der NASA
- O’Hara, Louis (* 1997), irischer Politiker (Sinn Féin)
- Ōhara, Magosaburō (1880–1943), japanischer Unternehmer und Wohltäter
- O’Hara, Mark (* 1995), schottischer Fußballspieler
- O’Hara, Marla (* 1961), US-amerikanische Beachvolleyballspielerin
- O’Hara, Mary (1885–1980), amerikanische Autorin und Komponistin
- O’Hara, Maureen (1920–2015), irisch-US-amerikanische SchauspielerinMaureen O’Hara (1920–2015)

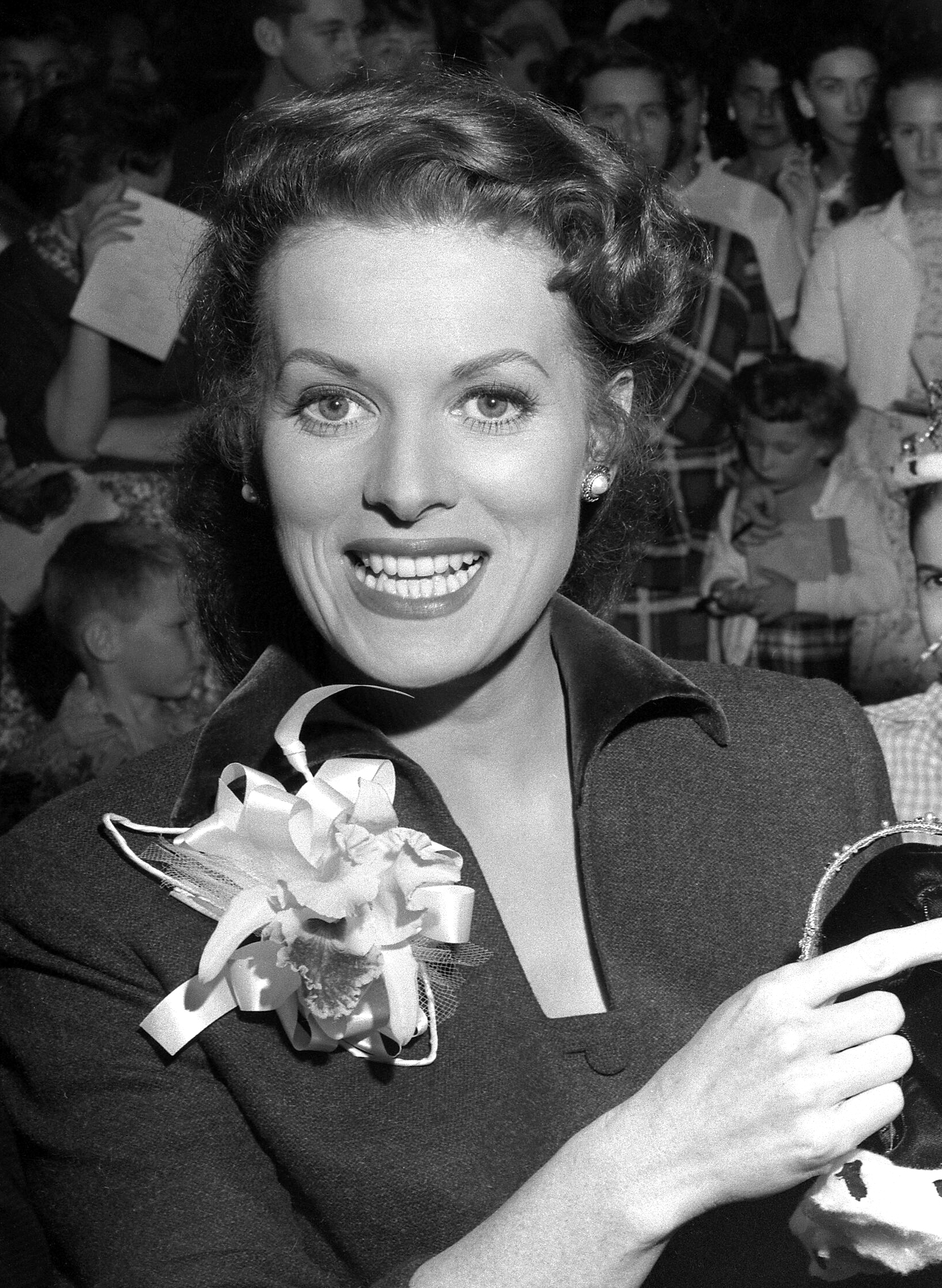
Maureen O’Hara (1920–2015)

- O’Hara, Maureen (* 1950), irisch-US-amerikanische Wirtschaftswissenschaftlerin
- O’Hara, Meghan (Regisseurin, II), US-amerikanische Filmproduzentin und Regisseurin
- O’Hara, Meghan (Regisseurin, I), US-amerikanische Filmproduzentin und Regisseurin
- O’Hara, Michael (1932–2018), US-amerikanischer Volleyballspieler
- Ohara, Motoki (* 2000), japanischer Fußballspieler
- O’Hara, Natalie (* 1976), deutsche Schauspielerin
- Ohara, Noriko (1935–2024), japanische Synchronsprecherin
- O’Hara, Paige (* 1956), US-amerikanische Sängerin, Schauspielerin und Synchronsprecherin
- O’Hara, Patsy (1957–1981), nordirischer Widerstandskämpfer und Hungerstreikender
- O’Hara, Phillip Anthony (* 1954), australischer Wirtschaftswissenschaftler
- O’Hara, Quinn (1941–2017), amerikanische Film- und Fernsehschauspielerin
- O’Hara, Ra’Jah (* 1985), US-amerikanische Dragqueen
- Ohara, Raz (* 1976), dänischer Electronica-Musiker und Sänger
- Ohara, Rei (* 1990), japanische Leichtathletin
- Ōhara, Shōki (* 1999), japanischer Fußballspieler
- Ōhara, Sōichirō (1909–1968), japanischer Unternehmer
- Ōhara, Takahiro (* 1986), japanischer Fußballspieler
- O’Hara, Terrence (1945–2022), US-amerikanischer Fernsehregisseur und Schauspieler
- O’Hara, Thomas (1911–1984), irischer Politiker
- Ōhara, Tomie (1912–2000), japanische Schriftstellerin
- Ōhara, Tomoko (* 1957), japanische Fußballspielerin
- Ōhara, Yūgaku (1797–1858), japanischer Lehrer und Moralist
- Ōhara, Yuiko (* 1992), japanische Singer-Songwriterin
- O’Hare, Chris (* 1990), britischer Mittelstreckenläufer
- O’Hare, Damian (* 1977), irischer Film- und Theaterschauspieler
- O’Hare, David (* 1990), irischer Tennisspieler
- O’Hare, Denis (* 1962), US-amerikanischer SchauspielerDenis O’Hare (* 1962)

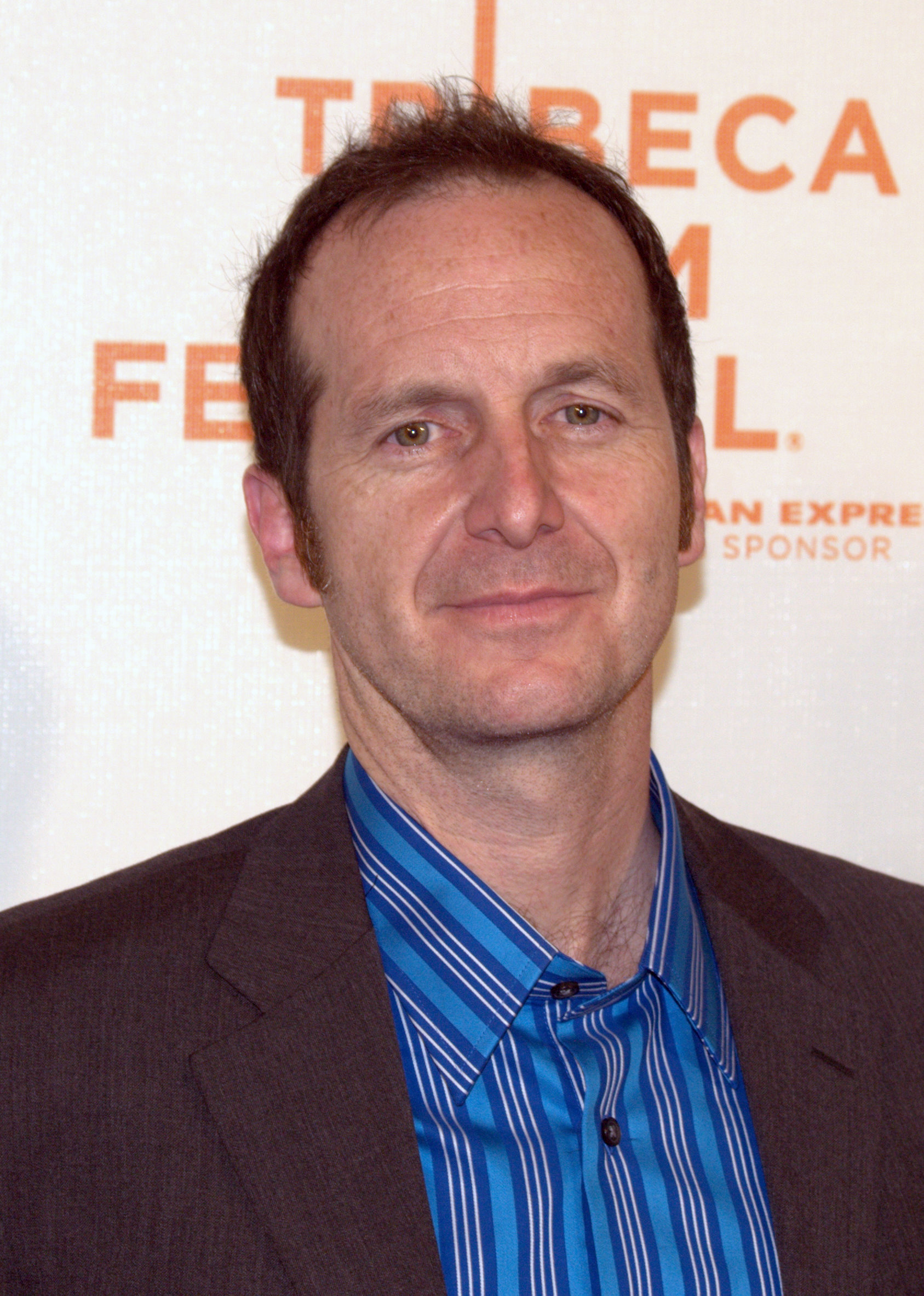
Denis O’Hare (* 1962)

- O’Hare, Edward (1914–1943), US-amerikanischer Pilot
- O’Hare, Husk (1896–1970), US-amerikanischer Jazz-Impresario und Bandleader
- O’Hare, John (* 1946), schottischer Fußballspieler
- O’Hare, Joseph (1931–2020), US-amerikanischer Jesuit, Theologe und Universitätspräsident
- O’Hare, Michael (1952–2012), US-amerikanischer Schauspieler
- Ōhashi, Akiyoshi (* 1962), japanischer Fußballspieler
- Ōhashi, Ayaka (* 1994), japanische Seiyū und J-Pop-Musikerin
- Ōhashi, Hideyuki (* 1965), japanischer Boxer im Strohgewicht
- Ōhashi, Hiroshi (* 1959), japanischer Fußballspieler und -trainer
- Ōhashi, Hisashi (* 1996), japanischer Fußballspieler
- Ōhashi, Kenzō (1934–2015), japanischer Fußballspieler und -trainer
- Ōhashi, Kōta (* 2002), japanischer Fußballspieler
- Ōhashi, Masahiro (* 1981), japanischer Fußballspieler
- Ōhashi, Motofumi (* 1987), japanischer Fußballspieler
- Ōhashi, René, kanadischer Kameramann
- Ōhashi, Ryōsuke (* 1944), japanischer Philosoph
- Ōhashi, Sahei (1836–1901), japanischer Verleger
- Ōhashi, Tsutomu (* 1933), japanischer Musiker und Wissenschaftler
- Ōhashi, Yoshitaka (* 1983), japanischer Fußballspieler
- Ōhashi, Yui (* 1995), japanische Schwimmerin
- Ōhashi, Yūki (* 1996), japanischer Fußballspieler
- Ōhata, Akihiro (* 1947), japanischer Politiker
- Ōhata, Ayumu (* 2001), japanischer Fußballspieler
- Ohata, Rinsei (* 2003), japanischer Fußballspieler
- Ōhata, Ryūya (* 1997), japanischer Fußballspieler
- Ōhata, Takuya (* 1990), japanischer Fußballspieler
- Ohaus, Christiane (* 1959), deutsche Hörspielregisseurin und Autorin
- O’Haver, Tommy (* 1967), US-amerikanischer Filmregisseur und Drehbuchautor
- Ohayon, Henry (1934–2023), israelischer Radrennfahrer
- Ohayon, Michel (* 1961), französischer Unternehmer
- Ohayon, Michèle (* 1960), israelische Filmregisseurin, Filmproduzentin und Drehbuchautorin
- Ohayon, Moshe (* 1983), israelischer Fußballspieler
- Ohayon, Yogev (* 1987), israelischer Basketballspieler

### Ohb
- Ohbayashi, Takeshi, japanischer Jazzmusiker

### Ohd
- Ohde, Deniz (* 1988), deutsche Schriftstellerin
- Ohde, Johann (1905–1953), deutscher Bauingenieur mit Schwerpunkt Geotechnik

### Ohe
- Ohe, Adele aus der (1861–1937), deutsche Pianistin und Komponistin
- Ohe, Axel von der (* 1977), deutscher Politikwissenschaftler und Kommunalbeamter
- Ohe, Hans-Georg von der (* 1950), deutscher Volleyballspieler
- Ohe, Werner von der (1945–2003), deutscher Soziologe und Hochschullehrer
- Ohe, Werner von der (* 1955), deutscher Bienenkundler
- O’Heaney, Caitlin (* 1953), US-amerikanische Schauspielerin
- O’Hearn, Mike (* 1969), US-amerikanischer Bodybuilder, Schauspieler und ModelMike O’Hearn (* 1969)

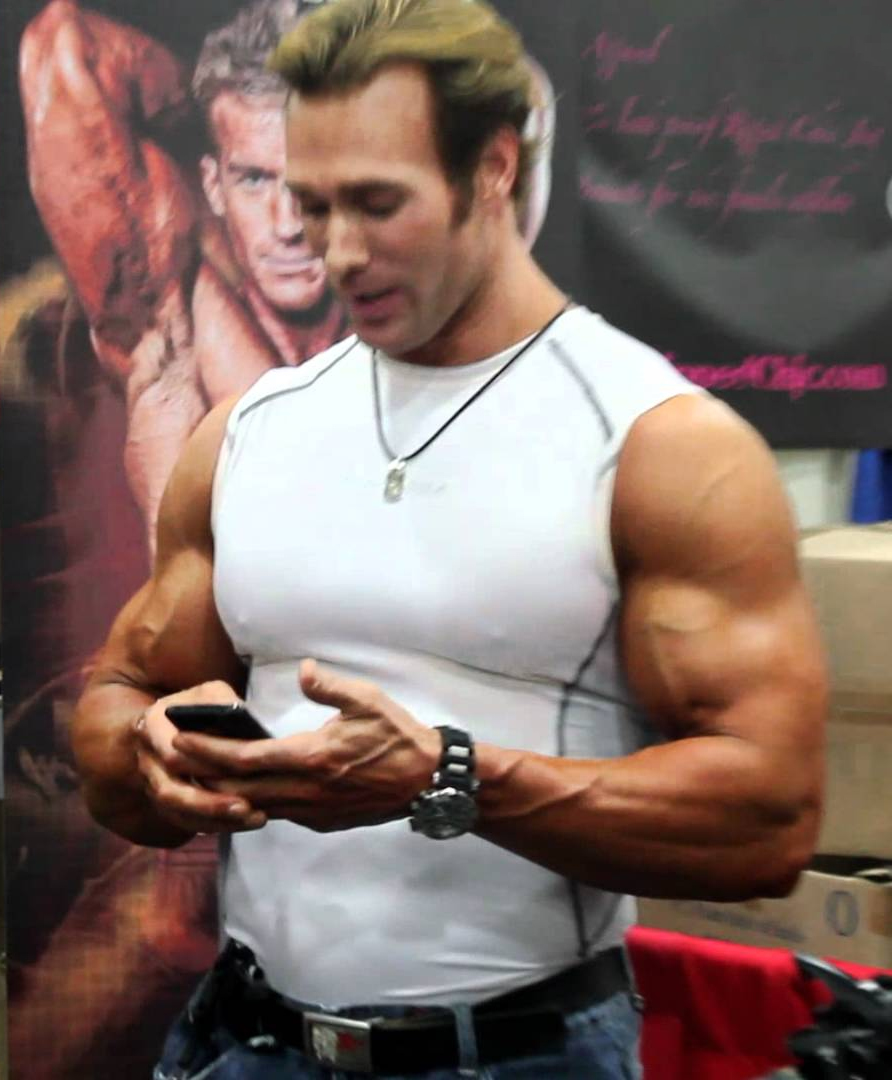
Mike O’Hearn (* 1969)

- O’Hearn, Patrick (* 1954), US-amerikanischer Multi-Instrumentalist, Komponist und Musiker
- O’Hearn, Peter W. (* 1963), kanadischer Informatiker
- Oheimb, Alexander von (1820–1903), deutscher Regierungsbeamter und Politiker, MdR
- Oheimb, Ferdinand von (1817–1905), deutscher Regierungsbeamter und Politiker
- Oheimb, Goddert von (* 1970), deutscher Biologe und Professor an der TU Dresden
- Oheimb, Johann George Ferdinand von (1756–1832), preußischer Landrat
- Oheimb, Julius von (1843–1922), deutscher Landrat, Rittergutsbesitzer und Politiker, MdR
- Oheimb-Loup, Gert Kollmer-von (1949–2021), deutscher Wirtschafts- und Sozialhistoriker
- Ohemeng Kesse, Grant (* 1926), ghanaischer Diplomat
- Ohemeng-Boamah, Anthony, ghanaischer UN-Funktionär
- Ohene, Elizabeth Akua (* 1945), ghanaische Politikerin, Erziehungsministerin
- Ohene-Frempong, Kwaku (1946–2022), ghanaischer Hürdenläufer und Pädiater
- O’Hennessy, Ross (* 1974), walisischer Schauspieler
- Oher, Michael (* 1986), US-amerikanischer American-Football-SpielerMichael Oher (* 1986)

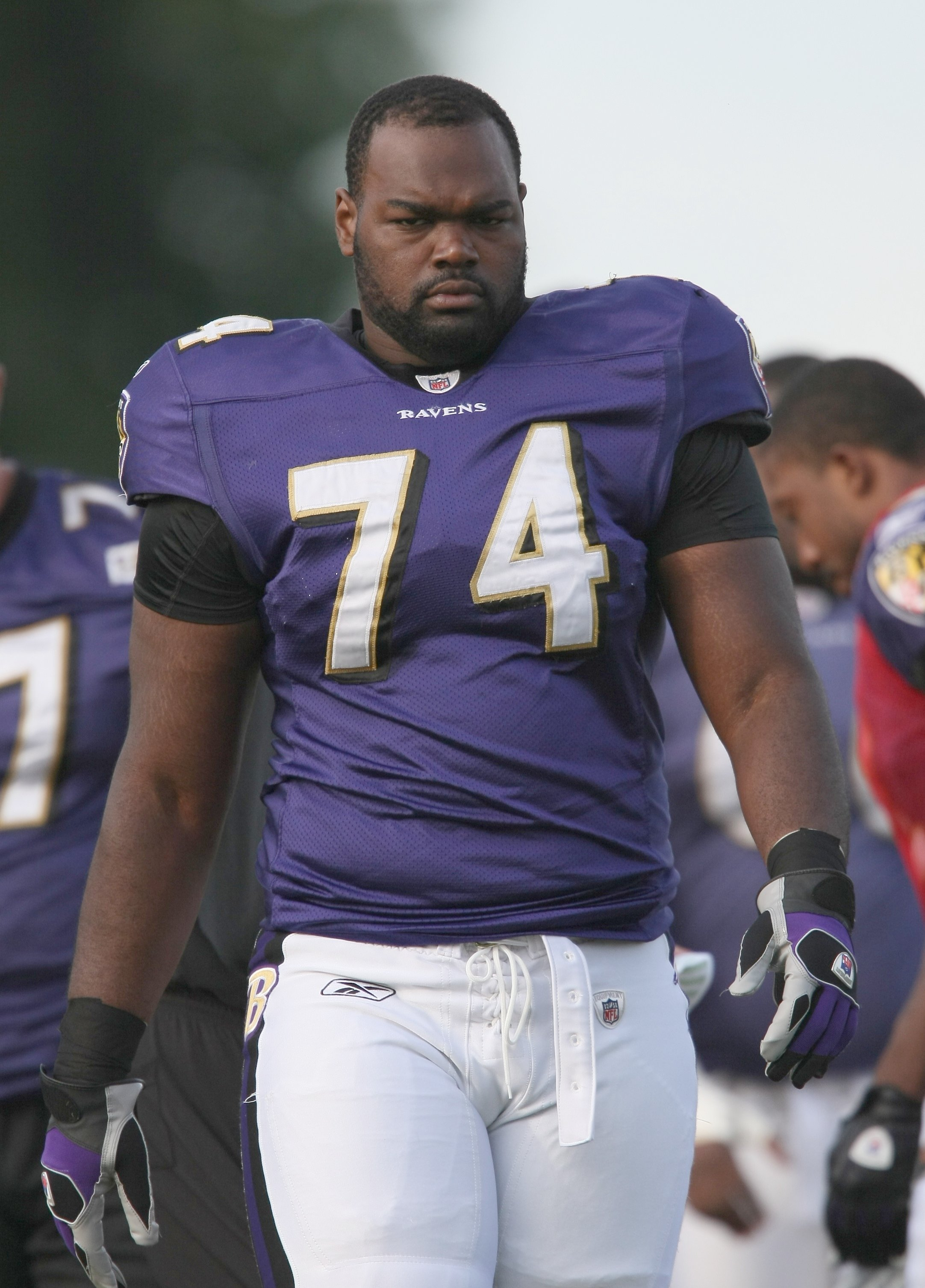
Michael Oher (* 1986)

- O’Herlihy, Dan (1919–2005), irischer Schauspieler
- O’Herlihy, Gavan (1951–2021), irischer Schauspieler
- O’Herlihy, Michael (1929–1997), irischer Filmregisseur und Fernsehproduzent
- O’Hern, John Francis (1874–1933), US-amerikanischer Geistlicher, römisch-katholischer Bischof von Rochester
- O’Hern, Nick (* 1971), australischer Golfer

### Ohf
- Ohff, Heinz (1922–2006), deutscher Kunstkritiker
- Ohff, Kurt (1906–1969), deutscher Politiker (parteilos), MdL

### Ohg
- Öhgren, Axel, schwedischer Radsportler

### Ohi
- Ōhi, Chōzaemon (1927–2023), japanischer Keramiker
- O’Higgins, Ambrosio († 1801), spanischer Gouverneur von Chile, Vizekönig von Peru
- O’Higgins, Bernardo (1778–1842), chilenischer UnabhängigkeitskämpferBernardo O’Higgins (1778–1842)

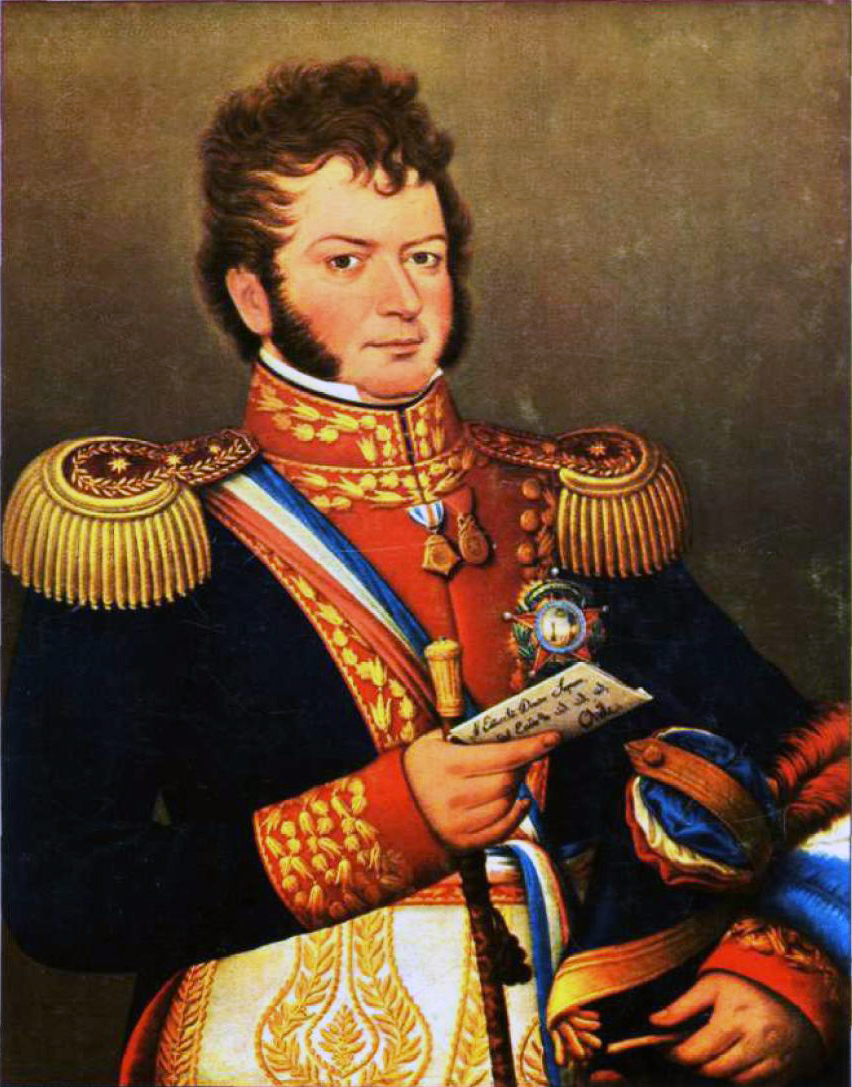
Bernardo O’Higgins (1778–1842)

- O’Higgins, Dave (* 1964), britischer Jazzsaxophonist
- O’Higgins, Kevin (1892–1927), irischer Politiker
- O’Higgins, Kevin (* 1946), irischer Jurist
- O’Higgins, María (1920–2021), mexikanische Rechtsanwältin, bildende Künstlerin und feministische Aktivistin
- O’Higgins, Michael (1917–2005), irischer Politiker
- O’Higgins, Pablo (1904–1983), US-amerikanisch-mexikanischer Künstler
- O’Higgins, Thomas F. (1916–2003), irischer Politiker
- O’Higgins, Thomas F. senior (1890–1953), irischer Politiker
- Ohijenko, Iwan (1882–1972), ukrainischer Linguist, Ethnograph, Historiker, Universitätsrektor, Politiker, ukrainisch-orthodoxer Metropolit und Primas
- Ohio, Noah (* 2003), englischer Fußballspieler
- Ohira, Kensuke (* 1986), japanischer Organist und Dirigent
- Ōhira, Masayoshi (1910–1980), japanischer Politiker, 68. und 69. Premierminister von Japan
- Ōhira, Tōru (1929–2016), japanischer Schauspieler, Synchron- und Hörspielsprecher
- Ohirko, Ihor (* 1952), ukrainischer Mathematiker
- Ohisalo, Maria (* 1985), finnische Politikerin

### Ohk
- Ohkawa, Tihiro (1928–2014), japanischer Physiker

### Ohl
- Ohl, Carl (1886–1963), deutscher Sportfunktionär
- Ohl, Eckhard (1947–2006), deutscher Politiker (SPD), MdB, MdL
- Ohl, Ernst (1841–1923), Landtagsabgeordneter Großherzogtum Hessen
- Öhl, Georg Albert (1793–1853), badischer Verwaltungsbeamter
- Ohl, Herbert (1926–2012), deutscher Designer
- Ohl, Hermann (1836–1914), deutscher evangelisch-lutherischer Geistlicher, Pädagoge und Autor
- Ohl, Hermann Leberecht (1806–1885), deutscher evangelisch-lutherischer Geistlicher, Hofprediger und Superintendent in Neustrelitz
- Ohl, Karl (1904–1977), deutscher Landwirt, NSDAP-Funktionär und Landtagsabgeordneter
- Ohl, Marius (* 1979), deutscher Maler
- Ohl, Michael (* 1964), deutscher Biologe, Entomologe und Buchautor
- Ohl, Otto (1886–1973), deutscher evangelischer Geistlicher
- Ohl, Phil (* 1964), kanadischer Basketballspieler
- Ohl, Russell S. (1898–1987), US-amerikanischer Elektrochemiker
- Ohl, Volker (* 1950), deutscher Stabhochspringer
- Ohl, Wolfgang (* 1965), deutscher Offizier, Generalmajor der Luftwaffe der BundeswehrWolfgang Ohl (* 1965)

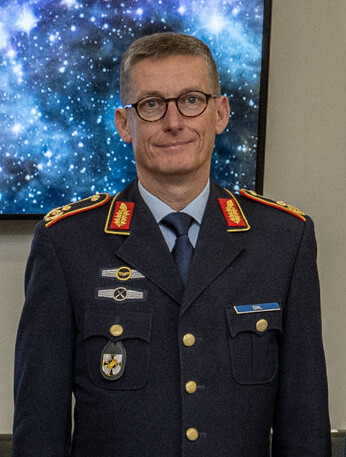
Wolfgang Ohl (* 1965)

- Ohland, Hermann (1888–1953), deutscher Pfarrer und Liederdichter der Deutschen Christen
- Ohland, Max (* 1879), deutscher Politiker (SPD), MdL
- Ohlander, Fredrik (* 1976), schwedischer Handballspieler
- Ohlandt, Nina (1952–2020), deutsche Autorin
- Ohlau, Jürgen Uwe (1940–2015), deutscher Germanist und Historiker
- Ohlbaum, Isolde (* 1953), deutsche Fotografin
- Ohlbaum, Rudolf (1912–2006), deutscher Historiker
- Öhlberger, Camillo (1921–2013), österreichischer Fagottist und Autor
- Ohlberger, Mario, deutscher Mathematiker und Professor für Angewandte Mathematik
- Öhlböck, Ulli (* 1948), österreichischer Skisportler
- Ohlbrecht, Tim (* 1988), deutscher Basketballspieler
- Ohle, Bent (* 1973), deutscher Krimi- und Thriller-Autor
- Ohle, Carsten (* 1968), deutscher Handballspieler
- Ohle, Karl (* 1897), deutscher Jurist und Landrat
- Ohle, Walter (1904–1971), deutscher Kunsthistoriker und Konservator
- Ohleff, Patrick (* 1981), Weltmeister im Powerlifting
- Ohlemacher, Thomas (1962–2015), deutscher Kriminalsoziologe und Autor
- Ohlemann, Sig (1938–2022), kanadischer Mittelstreckenläufer und Sprinter deutscher Herkunft
- Ohlemeyer, Wilhelm (1914–2006), deutscher Politiker (SPD), MdB
- Ohlemutz, Erwin (1912–1942), deutscher Klassischer Archäologe
- Ohlen und Adlerscron, Adolf Sylvius von (1727–1800), preußischer Landrat
- Ohlen und Adlerscron, Herbert Freiherr von (1895–1958), deutscher Offizier und Verbandsfunktionär
- Ohlen und Adlerskron, Kurt von (1846–1900), deutscher Rittergutsbesitzer, MdR
- Ohlen, Susanna (* 1982), deutsche Journalistin und Fernsehmoderatorin
- Ohlenburg, Harro (1942–2011), deutscher Soziologe und Hochschullehrer
- Ohlenbusch, Hans-Dieter (1922–1988), deutscher Mediziner
- Ohlenbusch, Wilhelm (1899–1997), deutscher NS-Propagandaleiter im Generalgouvernement
- Ohlendieck, Ute (* 1960), deutsche Ruderin
- Ohlendiek, Dieter (1943–2000), deutscher Schauspieler, Hörspiel- und Synchronsprecher
- Ohlendorf, Otto (1907–1951), deutscher SS-General, Befehlshaber einer Einsatzgruppe und Amtschef im Reichssicherheitshauptamt (RSHA)Otto Ohlendorf (1907–1951)

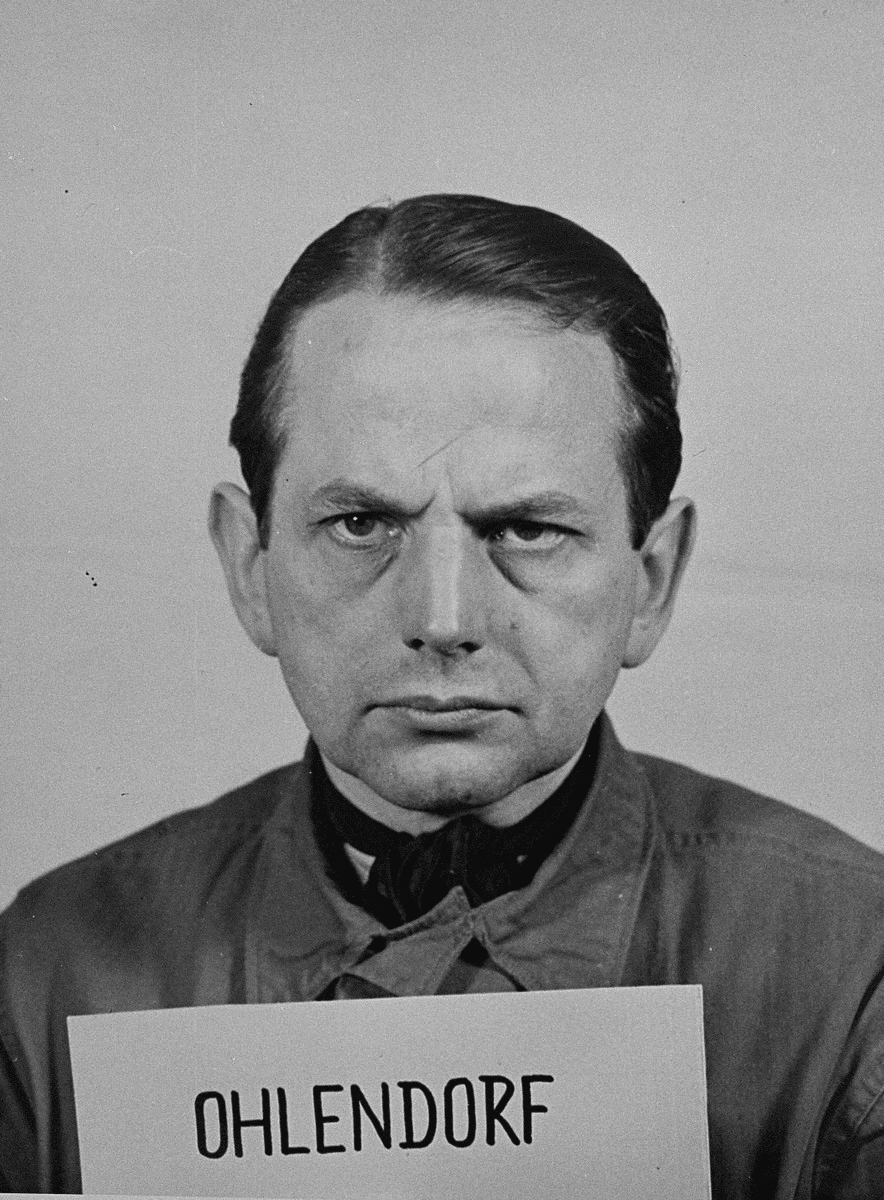
Otto Ohlendorf (1907–1951)

- Ohlendorf, Peter (* 1952), deutscher Film- und Fernsehregisseur sowie Drehbuchautor und Filmproduzent
- Ohlendorff, Albertus (1834–1894), Hamburger Kaufmann und mecklenburgischer Gutsbesitzer
- Ohlendorff, Andreas Ole (* 1958), deutscher freischaffender Künstler
- Ohlendorff, Elisabeth (1838–1928), Verfasserin eines Tagebuchs
- Ohlendorff, Heinrich (1836–1928), Hamburger Kaufmann und Unternehmer
- Ohlendorff, Johann Heinrich (1788–1857), deutscher Landschaftsgärtner und Botaniker
- Ohlenroth, Ludwig (1892–1959), deutscher Archäologe
- Øhlenschlæger, Oskar (* 2004), dänischer Fußballspieler
- Ohlenschlager, Friedrich (1840–1916), deutscher Klassischer Philologe, Archäologe und Gymnasialprofessor
- Ohlenschläger, Ingrid (1926–1999), deutsche Schauspielerin, Kabarettistin, Sängerin und Hörspielsprecherin
- Ohlenschlager, Johann Adam (1794–1882), deutscher Advokat und Politiker
- Ohlenschlager, Johann Jacob (* 1763), deutscher Politiker der Freien Stadt Frankfurt
- Ohlenschlager, Johann Jacob (1799–1867), deutscher Politiker der Freien Stadt Frankfurt
- Ohlenschlager, Johann Philipp (1789–1856), deutscher Fischer und Abgeordneter
- Ohlenschläger, Sonja (1961–2020), deutsche Kunst- und Kulturhistorikerin
- Ohler, Annemarie (* 1960), österreichische Herpetologin
- Ohler, Arthur (1883–1973), deutscher Fotograf in Stuttgart
- Ohler, Christoph (* 1967), deutscher Rechtswissenschaftler und Hochschullehrer
- Ohler, Gabi (* 1962), deutsche Politikerin (Die Linke) und politische Beamtin
- Öhler, Markus (* 1967), österreichischer evangelischer Theologe
- Ohler, Norbert (* 1935), deutscher Historiker und Buchautor
- Ohler, Norman (* 1970), deutscher SchriftstellerNorman Ohler (* 1970)

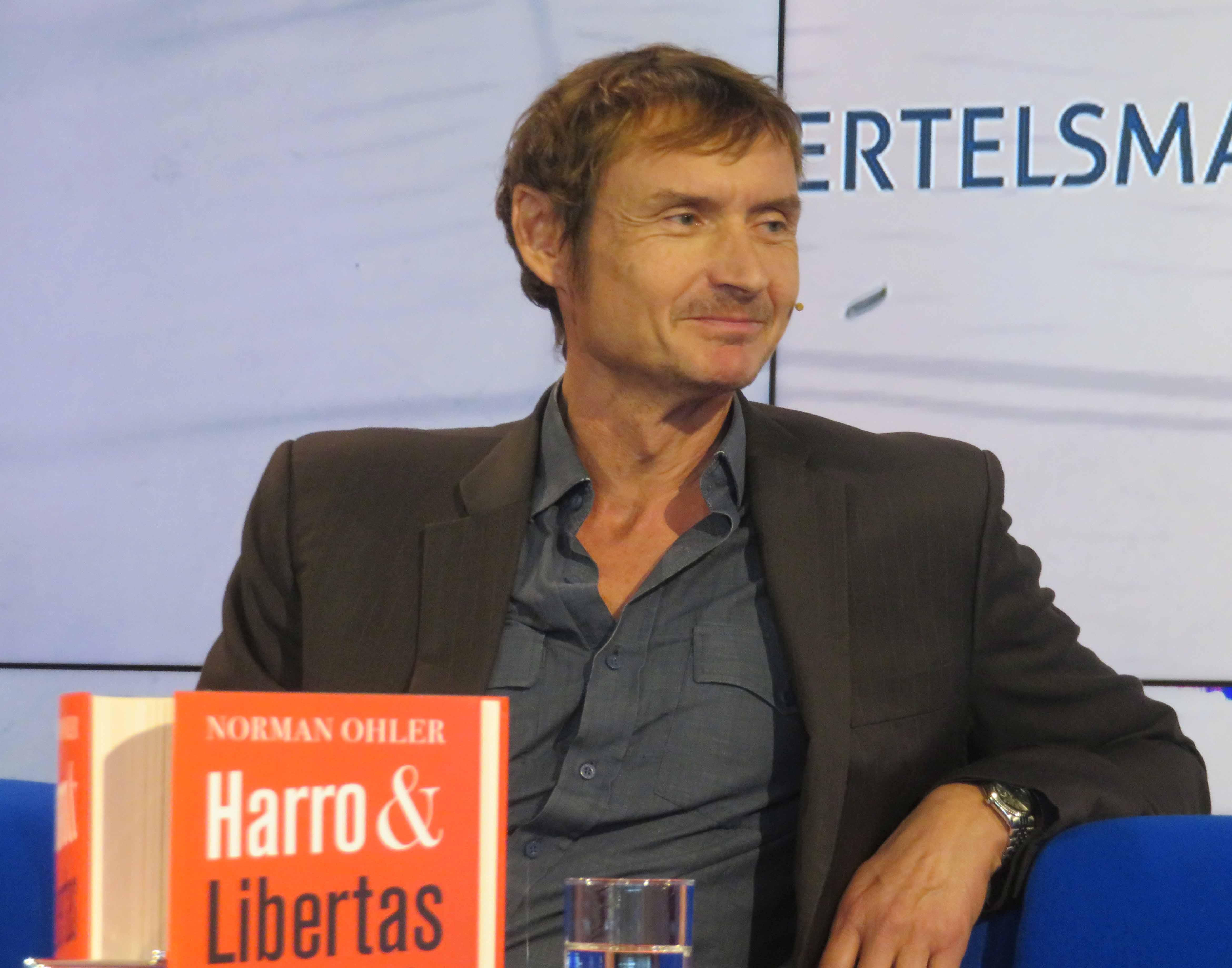
Norman Ohler (* 1970)

- Ohler, Paul (1887–1968), deutscher Kriminalbeamter
- Öhler, Peter (1883–1945), deutscher Ringer
- Öhler, Thomas (* 1983), österreichischer Bike-Trial-Fahrer
- Ohler, Wilhelm (1870–1948), deutscher Landwirt, Gutsbesitzer und Politiker (DNVP), MdR
- Ohler, Wolfgang (* 1943), deutscher Richter und Autor
- Ohlert, Bernhard (1821–1891), deutscher Lehrer für Mathematik und Naturwissenschaften
- Ohlert, Hans-Henning (* 1952), deutscher Mittelstreckenläufer
- Ohles, Christa-Maria (1929–2000), deutsche Organistin und Schriftstellerin
- Ohletz, Hermann, deutscher Sportjournalist
- Ohlgren, Ava (* 1988), US-amerikanische Schwimmerin
- Ohlhagen, Helmi (* 1967), deutsche Malerin
- Ohlhauser, Rainer (* 1941), deutscher Fußballspieler
- Ohlhäuser, Wolfgang Maria (* 1941), deutscher Kunstmaler
- Ohlhof, Fritz (1889–1946), deutscher sozialistischer Politiker und Gewerkschafter
- Ohlhoff, Elisabeth (1884–1954), deutsche Sängerin (Sopran)
- Ohlhoff, Michael (* 1964), deutscher Musiker
- Ohlhorst, Heinrich (1878–1969), deutscher Politiker (SPD), MdL
- Ohlicher, Hermann (* 1949), deutscher Fußballspieler
- Ohlig, Adelheid (* 1945), deutsche Journalistin und Autorin
- Ohlig, Anton (1872–1933), deutscher Sektproduzent
- Ohlig, Fritz (1902–1971), deutscher Politiker (SPD), MdB
- Ohlig, Karl-Heinz (1938–2024), deutscher römisch-katholischer Theologe und Religionswissenschaftler
- Ohlig, Paul (1881–1956), deutscher evangelischer Pfarrer
- Ohliger, Hugo (1920–1999), deutscher Architekt, bayerischer Baubeamter und Politiker (CSU)
- Ohliger, Lewis P. (1843–1923), US-amerikanischer Politiker
- Ohligschläger, Horst (* 1958), deutscher Journalist und Verleger
- Ohlin, Axel (1867–1903), schwedischer Zoologe und Polarforscher
- Ohlin, Bertil (1899–1979), schwedischer Wirtschaftswissenschaftler und Politiker (liberale Volkspartei), Mitglied des Riksdag
- Ohlin, Lloyd E. (1918–2008), US-amerikanischer Soziologe und Kriminologe
- Ohlin, Mattias (* 1978), schwedischer Schwimmer
- Ohlin, Sture (1935–2023), schwedischer Biathlet
- Öhling Norberg, Victor (* 1990), schwedischer Freestyle-Skisportler
- Öhling, Jens (* 1962), schwedischer Eishockeyspieler
- Ohling, Richard (1908–1985), deutscher Politiker (NSDAP), MdR
- Ohling, Volker (* 1955), deutscher Fußballspieler
- Ohlinger, Eduard (1967–2004), deutscher Gewichtheber und Olympiateilnehmer
- Öhlinger, Friedrich (1878–1957), österreichischer Politiker
- Öhlinger, Theo (1939–2023), österreichischer Verfassungsjurist und Hochschullehrer
- Ohlmann, Aloys (1938–2013), deutscher Maler und Grafiker
- Öhlmann, Gerhard (* 1931), deutscher Chemiker
- Ohlmann, Heribert (* 1953), deutscher Oberstudiendirektor und Fußballfunktionär
- Ohlmann, Klaus (* 1952), deutscher SegelfliegerKlaus Ohlmann (* 1952)

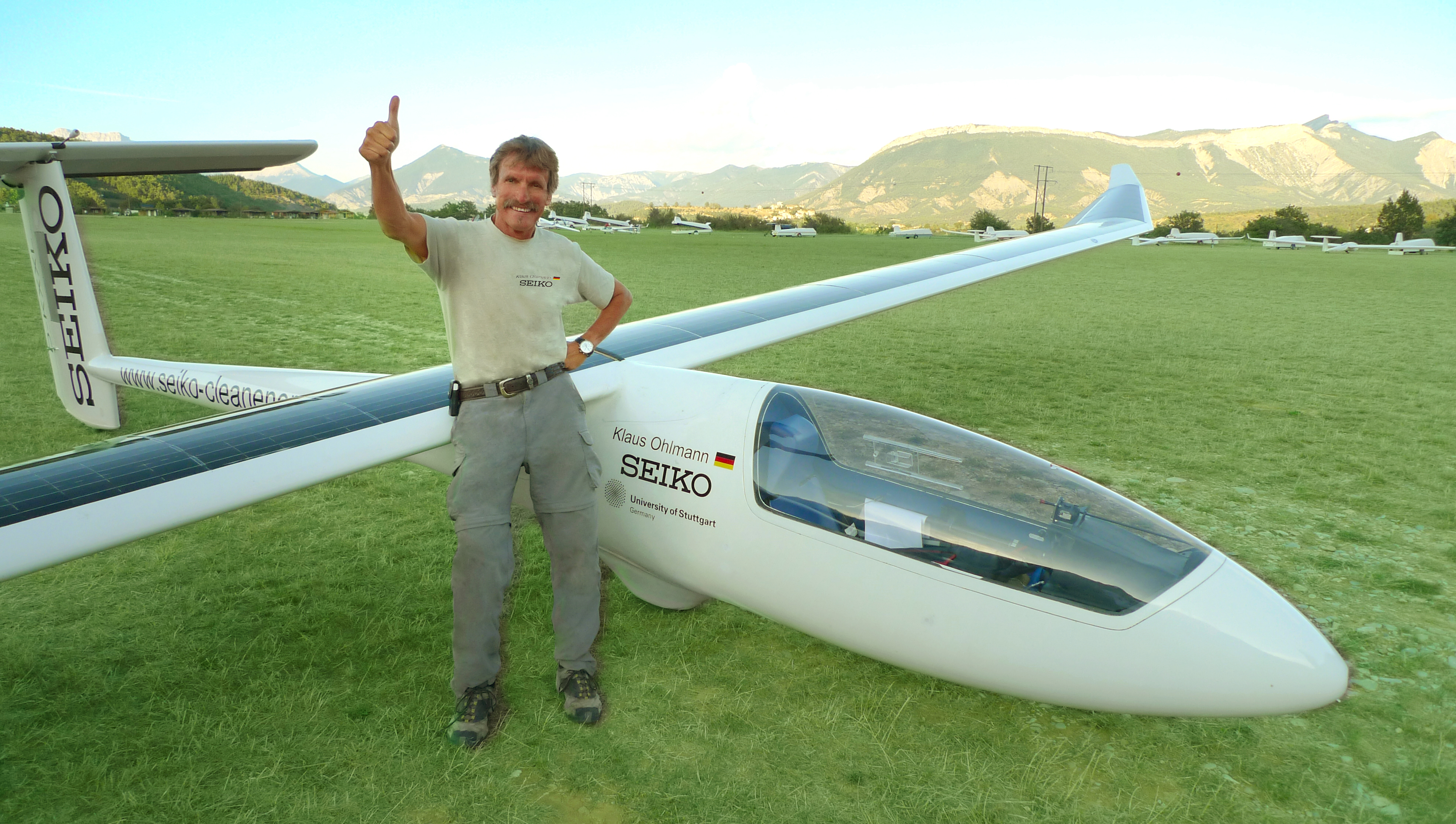
Klaus Ohlmann (* 1952)

- Ohlmarks, Åke (1911–1984), schwedischer Übersetzer, Autor und Religionshistoriker
- Ohlmeier, Dieter (* 1936), deutscher Arzt und Psychoanalytiker
- Ohlmeier, Lothar (* 1962), deutscher Jazz- und Improvisationsmusiker (Saxophon, Bassklarinette)
- Ohlmer, Ernst (1847–1927), deutscher Seezolldirektor in Tsingtau
- Ohlmer, Waldemar (1881–1971), deutscher Politiker
- Ohlmeyer, Albert (1905–1998), deutscher Benediktiner und Abt der Abtei Neuburg bei Heidelberg
- Ohlmeyer, Henrik (* 1946), deutscher Skispringer
- Ohlmeyer, Paul (1908–1977), deutscher Chemiker
- Ohlms, Hans (1908–1988), deutscher Maler, Grafiker und Bildhauer
- Ohlms, Karl-Wilhelm (* 1954), deutscher Konteradmiral (Marine der Bundeswehr)
- Ohlmüller, Joseph Daniel (1791–1839), deutscher Architekt und bayerischer Baubeamter
- Ohloblyn, Oleksandr (1899–1992), ukrainischer Historiker
- Ohloff, Günther (1924–2005), deutscher Chemiker
- Ohlow, Torsten, deutscher Eiskunstläufer
- Ohlrogge, Richard (1866–1949), deutscher Nautiker und Unternehmer
- Öhlschläger, Claudia (* 1963), deutsche Germanistin
- Öhlschläger, Günther (1947–2017), deutscher Germanist
- Ohlsen, Heinz (1922–1999), deutscher Schauspieler und Hörspielsprecher
- Ohlsen, Hermann (1916–1990), deutscher Fotograf
- Ohlsen, Jürgen (1917–1994), deutscher Schauspieler
- Ohlsen, Olaf (1941–2019), deutscher Politiker (CDU), MdHB
- Ohlsen, Otto (1916–2005), deutscher Direktor des DRK-Suchdienstes
- Ohlsen, Theodor (1855–1913), deutscher Landschafts-, Marine- und Bildnismaler
- Ohlson Wallin, Elisabeth (1961–2024), schwedische Künstlerin und Fotografin
- Ohlson, Agnes K. (1902–1991), US-amerikanische Krankenschwester, Präsidentin des International Council of Nurses
- Ohlson, Bertil (1899–1970), schwedischer Zehnkämpfer
- Ohlson, Carl-Erik (1920–2015), schwedischer Segler
- Ohlsson, Billy (* 1954), schwedischer Fußballspieler
- Ohlsson, Birgitta (* 1975), schwedische Politikerin (Liberalerna), Mitglied des Riksdag und Ministerin
- Ohlsson, Diego (* 1999), chilenischer Fußballspieler
- Ohlsson, Erik (1884–1980), schwedischer Sportschütze
- Ohlsson, Fredrik (1931–2023), schwedischer Schauspieler
- Ohlsson, Garrick (* 1948), US-amerikanischer Pianist
- Ohlsson, Harriet (* 1978), schwedische Sängerin und Songwriterin
- Ohlsson, Hjalmar (1891–1975), schwedischer Dreispringer
- Ohlsson, Ib (* 1935), dänischer Illustrator
- Ohlsson, Jan (* 1962), schwedischer KinderschauspielerJan Ohlsson (* 1962)

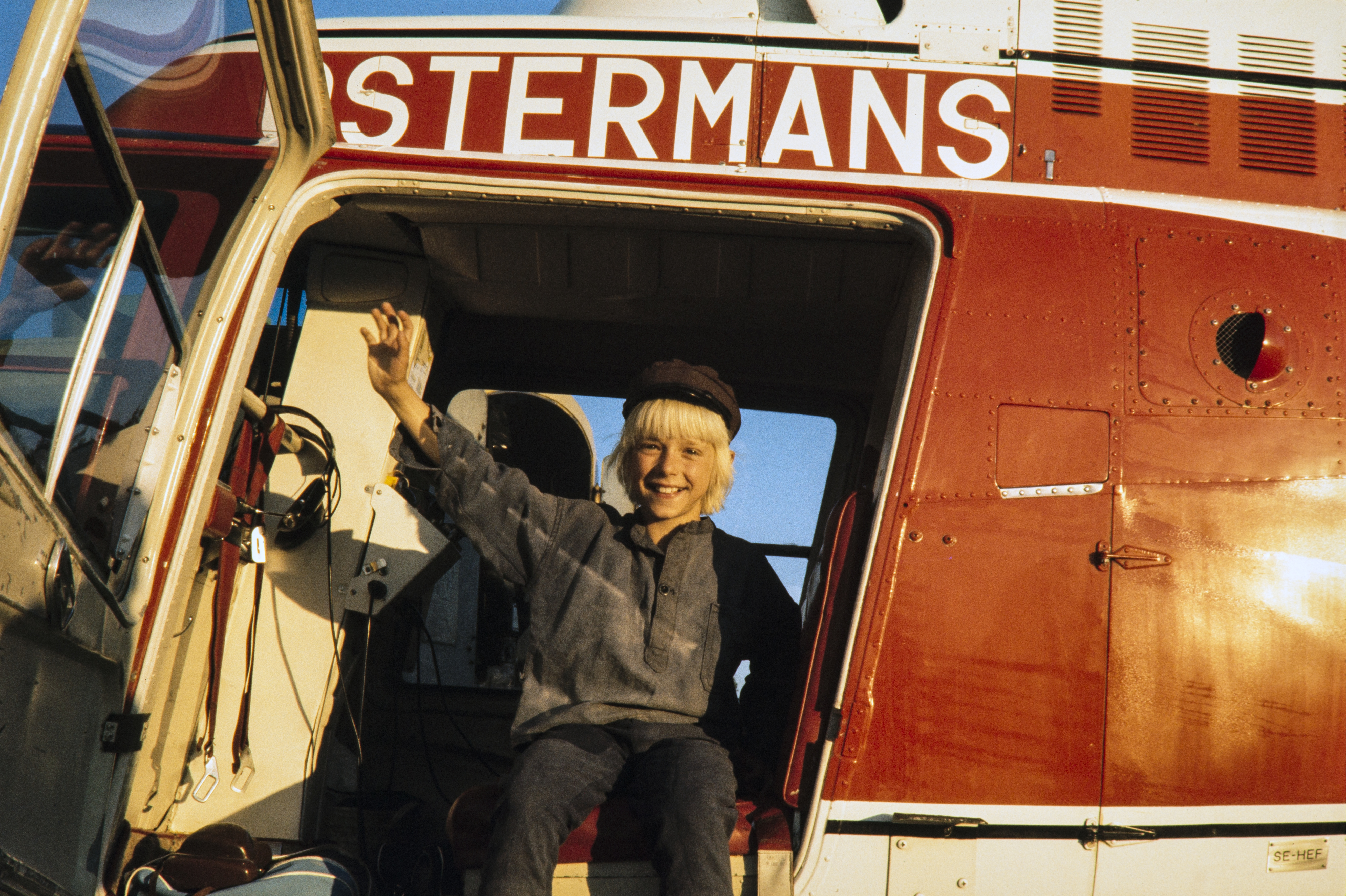
Jan Ohlsson (* 1962)

- Ohlsson, Jenny (* 1975), schwedische Diplomatin und Staatssekretärin
- Ohlsson, Johan Richard (1874–1940), schwedischer Violinist und Komponist
- Ohlsson, Kenneth (* 1948), schwedischer Fußballspieler, -trainer und -funktionär
- Ohlsson, Kristina (* 1979), schwedische Autorin
- Ohlsson, Owe (* 1938), schwedischer Fußballspieler
- Ohlsson, Pär-Olof (* 1954), schwedischer Fußballspieler und -funktionär
- Ohlsson, Sebastian (* 1993), schwedischer Fußballspieler
- Ohlsson, Thomas (* 1958), schwedischer Kanute
- Ohlthaver, Hermann (1883–1979), deutsch-namibischer Unternehmer
- Öhlund, Cornelia (* 2005), schwedische Skirennläuferin
- Öhlund, Mattias (* 1976), schwedischer Eishockeyspieler
- Ohlwärter, Fritz (* 1948), deutscher Bobfahrer
- Ohlwein, Heinrich (1898–1969), deutscher Maler
- Ohly, Albrecht (1829–1891), deutscher Jurist und Kommunalpolitiker, (1874–1891) erster hauptamtlicher Bürgermeister von Darmstadt
- Ohly, Ansgar (* 1965), deutscher Rechtswissenschaftler
- Ohly, Christoph (* 1966), deutscher Geistlicher und Kirchenrechtler
- Ohly, Dieter (1911–1979), deutscher Klassischer Archäologe
- Ohly, Emil (1885–1944), deutscher lutherischer Geistlicher
- Ohly, Friedrich (1914–1996), deutscher Germanist und Mediävist
- Ohly, Harald, deutscher Handballspieler
- Ohly, Herbert (1901–1972), deutscher Jurist und Bürgermeister von Erlangen
- Ohly, Karl (1860–1919), deutscher evangelischer Theologe, zuletzt Generalsuperintendent
- Ohly, Kurt (1892–1970), deutscher Bibliothekar und Inkunabelforscher
- Ohly, Lars (* 1957), schwedischer Politiker, (Vänsterparti), Mitglied des Riksdag
- Ohly, William (1883–1955), deutsch-englischer Bildhauer
- Ohly, Wilma (* 1936), deutsche Politikerin (CDU)

### Ohm
- Ohm Phanphiroj, thailändischer Mode- und Kunstphotograph
- Ohm, Annaliese (1920–2003), deutsche Kunsthistorikerin
- Ohm, August (* 1943), deutscher Maler, Zeichner und Autor
- Ohm, Bernd (* 1965), deutscher Drehbuchautor, Übersetzer und Übersetzungslektor
- Ohm, Christian (1580–1638), deutscher Rechtswissenschaftler
- Ohm, Ferdinand (1826–1872), Kaufmann, Reichstagsabgeordneter
- Ohm, Georg Simon (1789–1854), deutscher PhysikerGeorg Simon Ohm (1789–1854)

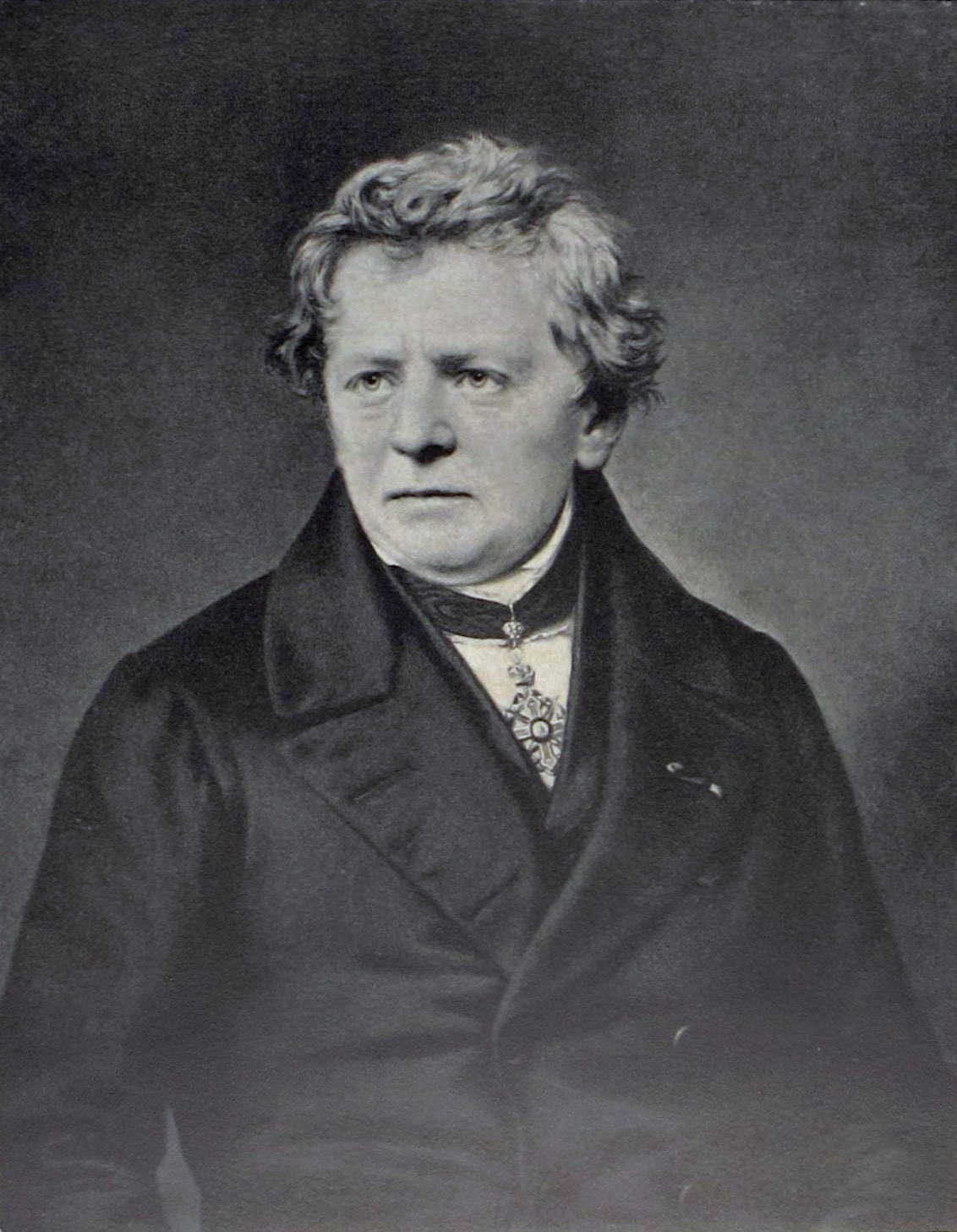
Georg Simon Ohm (1789–1854)

- Ohm, Jens-Rainer (* 1956), deutscher Nachrichtentechniker und Hochschullehrer
- Ohm, Jörg (1944–2020), deutscher Fußballspieler
- Ohm, Liza, deutsche Synchronsprecherin, Hörspielsprecherin, Sängerin und Songwriterin
- Ohm, Lotte (* 1975), deutsche Schauspielerin und Synchronsprecherin
- Ohm, Martin (1792–1872), deutscher Mathematiker
- Ohm, Oskar, deutscher Fußballspieler
- Ohm, Rahel (* 1962), deutsche Schauspielerin
- Ohm, Rune (* 1980), dänischer Handballspieler
- Ohm, Tatjana (* 1969), deutsch-bosnische Fernsehmoderatorin und Korrespondentin
- Ohm, Thomas (1892–1962), deutscher Benediktinerpater, Theologe und Missionswissenschaftler
- Ohm, Udo (* 1959), deutscher Fachdidaktiker
- Ohm, Walter (1915–1997), deutscher Schauspieler, Hörspiel- und Theaterregisseur
- Ohm, Walter (* 1958), deutscher Brigadegeneral
- Ohm, Werner (* 1948), deutscher Fußballspieler
- Ohm, Wilhelm (1905–1965), deutscher Architekt und Baubeamter, Maler, Grafiker, Bildhauer
- Ohm-Januschowsky, Alexander (1855–1917), österreichischer Lehrer und Dialektschriftsteller
- Ohmacht, Landolin (1760–1834), deutscher Bildhauer
- Ohmae, Kenichi (* 1943), japanischer Unternehmensberater und Autor
- Öhman, Andreas (* 1985), schwedischer Regisseur und Drehbuchautor
- Öhman, Arne (1943–2020), schwedischer Psychologe
- Öhman, Daniela (* 1997), finnische Volleyballspielerin
- Öhman, Johannes (* 1967), schwedischer Balletttänzer und Intendant
- Öhman, Karolina (* 1985), schwedische Cellistin
- Öhman, Kenth (* 1950), schwedischer Hürdenläufer und Sprinter
- Öhman, Kjell (1943–2015), schwedischer Jazzpianist, Komponist und Kapellmeister
- Öhman, May-Britt (* 1966), schwedische Technikhistorikerin
- Öhman, Peppe (* 1976), finnlandschwedische Schriftstellerin
- Ohman, Phil (1896–1954), US-amerikanischer Jazz-Pianist, Bandleader und Filmkomponist
- Öhman, Roger (* 1967), schwedischer Eishockeyspieler
- Ohmann, Betty (1863–1944), deutsche Journalistin
- Öhmann, Emil (1894–1984), finnischer Germanist, Romanist und Linguist
- Ohmann, Friedrich (1858–1927), österreichischer ArchitektFriedrich Ohmann (1858–1927)

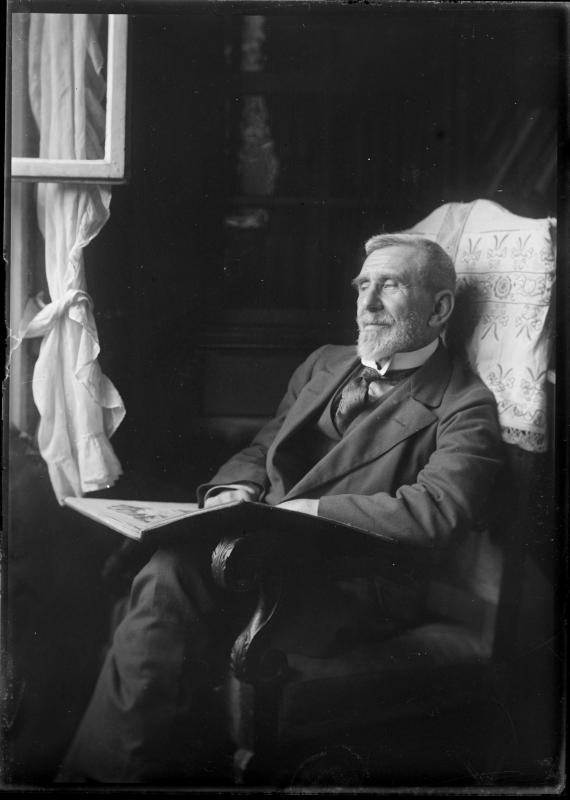
Friedrich Ohmann (1858–1927)

- Ohmann, Heinrich (* 1890), deutscher Unternehmer und Politiker (DVP), MdL
- Öhmann, Heinz (* 1956), deutscher Politiker (CDU), Bürgermeister von Coesfeld, NRW
- Ohmann, Marcel (* 1991), deutscher Eishockeyspieler
- Ohmann, Oliver (* 1969), deutscher Journalist und Autor
- Ohmann, Richard (1850–1910), deutscher Bildhauer
- Ohme, Andreas (* 1964), deutscher Slawist
- Ohme, Gerhard (1939–2011), deutscher Basketballfunktionär
- Ohme, Heinz (* 1950), deutscher evangelischer Theologe mit dem Schwerpunkt Kirchengeschichte
- Ohme, Irmtraud (1937–2002), deutsche Bildhauerin und Künstlerin
- Ohme, Karin (* 1942), deutsche Künstlerin
- Ohmer, Wolfgang (* 1957), deutscher Musiker und Komponist
- Ohmert, Paul Hans (1890–1960), deutscher Maler, Zeichner und Radierer
- Ohmeyer, Maria (1896–1983), österreichische akademische Malerin
- Ohms, Elisabeth (1888–1974), niederländische Opernsängerin (hochdramatischer Sopran)
- Ohms, Fred (1918–1956), US-amerikanischer Jazzmusiker (Posaune)
- Ohms, Wilfried (1960–2023), österreichischer Schriftsteller
- Ohmsen, Klaus (1935–2012), deutscher Fußballschiedsrichter
- Ohmsen, Walter (1911–1988), deutscher Marineoffizier

### Ohn
- Ohnacker, Jakob (* 1881), deutscher Offizier, zuletzt Generalmajor der Wehrmacht
- Ohnari, Tets (* 1980), japanischer Bildhauer und zeitgenössischer Künstler
- Ohndorff, Johann Gottlieb (1702–1773), deutscher Baumeister
- Ohneberg, Martin (* 1971), österreichischer Unternehmer und InteressenvertretungsfunktionärMartin Ohneberg (* 1971)

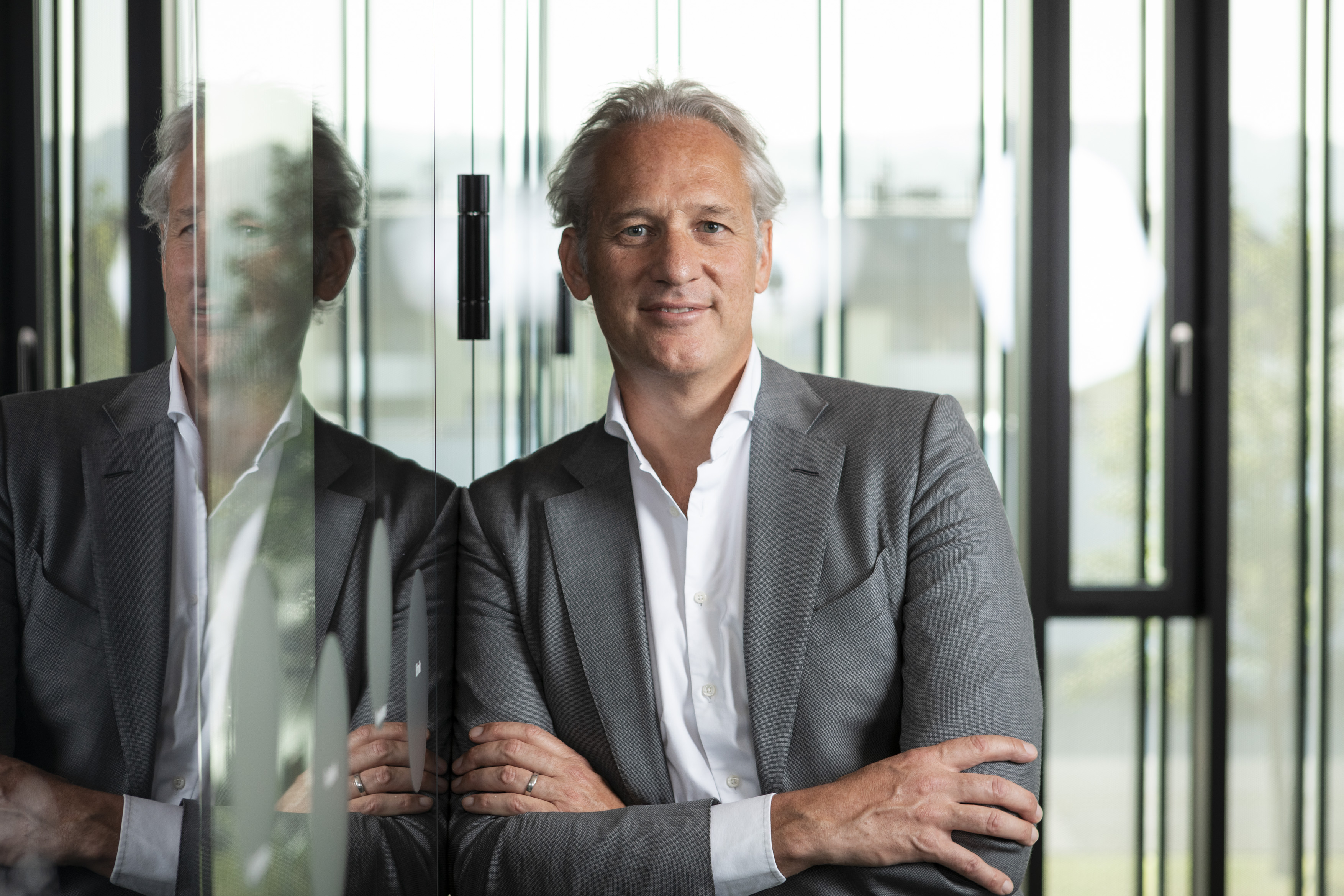
Martin Ohneberg (* 1971)

- Ohnefalsch-Richter, Max (1850–1917), deutscher Archäologe
- Ohneis, Gerhard (1937–2023), deutscher Anwalt, geschäftsführender Gesellschafter der Augustiner-Bräu
- Ohnemus, Chris (* 1964), deutsche Autorin
- Ohnemus, Günter (* 1946), deutscher Schriftsteller und Übersetzer
- Ohnesorg, Aenne (* 1949), deutsche Bauforscherin
- Ohnesorg, Benno (1940–1967), deutscher Student, der auf einer Demonstration in Berlin von einem Polizisten erschossen wurde
- Ohnesorg, Franz Xaver (1948–2023), deutscher KulturmanagerFranz Xaver Ohnesorg (1948–2023)

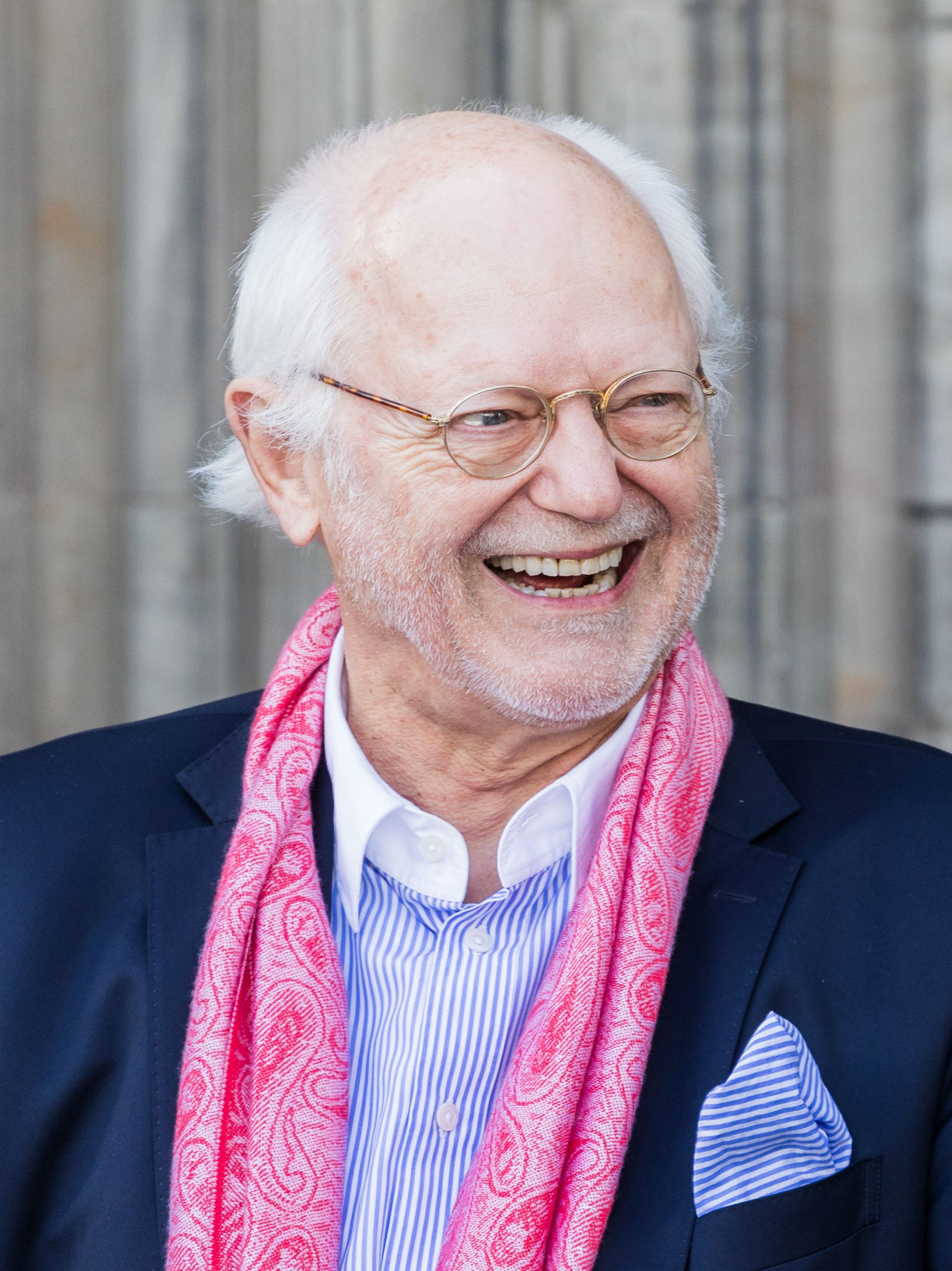
Franz Xaver Ohnesorg (1948–2023)

- Ohnesorg, Karl (1867–1919), deutscher Dirigent und Komponist
- Ohnesorge, Bernd (1944–1987), deutscher Tierpräparator und Agent
- Ohnesorge, Bernhart (* 1923), deutscher Forstwissenschaftler und Zoologe
- Ohnesorge, Friedrich (1834–1915), deutscher Lehrer und Heimatforscher
- Ohnesorge, Friedrich Karl (1925–2007), deutscher Toxikologe und Hochschullehrer
- Ohnesorge, Hans (1875–1938), deutscher Architekt und Baubeamter
- Ohnesorge, Hermann (1887–1967), deutscher Turnlehrer, Begründer des modernen Kinderturnens
- Ohnesorge, Ilse (1866–1937), deutsche Heimatmalerin
- Ohnesorge, Kurt (1878–1961), deutscher Jurist
- Ohnesorge, Lena (1898–1987), deutsche Politikerin (GB/BHE, CDU), MdL, Landesministerin in Schleswig-Holstein
- Ohnesorge, Lotti (* 1945), deutsche Hörfunkmoderatorin
- Ohnesorge, Michael (* 1983), deutscher Fußballspieler
- Ohnesorge, Wilhelm (1855–1943), deutscher Historiker, Geologe, Heimatschützer und Gymnasiallehrer
- Ohnesorge, Wilhelm (1872–1962), deutscher Politiker; Postminister (1937–1945)
- Ohnesorge, Wolfgang von (1901–1976), deutscher Maschinenbau-Ingenieur
- Ohnet, Georges (1848–1918), französischer Herausgeber, Journalist und Schriftsteller
- Ohnewald, Helmut (1936–2018), deutscher Politiker (CDU), MdL, Justizminister
- Ohnewald, Michael (* 1964), deutscher Journalist
- Ohngemach, Reinhold (* 1943), deutscher Schauspieler und Hörspielsprecher
- Ohnheiser, Ingeborg (1946–2018), deutsche Philologin und Slawistin
- Ohning, Herbert (1906–1959), deutscher Politiker (SPD)
- Öhninger, Adam († 1716), deutscher Franziskaner und Orgelbauer
- Ohnisko, Milan (* 1965), tschechischer Lyriker und Redakteur
- Ohniwez, Inna (* 1962), ukrainische Juristin und Diplomatin
- Ohnjewitsch, Zlata (* 1986), ukrainische Popsängerin
- Ohnmacht, Anton (1898–1984), deutscher Architekt
- Ohnmacht, Franz (1893–1954), österreichischer römisch-katholischer Geistlicher
- Ohnmacht, Michael (* 1970), deutscher Diplomat
- Ohno, Apolo Anton (* 1982), US-amerikanischer Shorttrack-Eisschnellläufer
- Ohno, Shunzo (* 1949), japanischer Jazzmusiker
- Ohno, Susumu (1928–2000), japanisch-US-amerikanischer Molekularbiologe
- Ohnsorg, Kurt (1927–1970), österreichischer Keramiker und Hochschullehrer
- Ohnsorg, Richard (1876–1947), deutscher Schauspieler und Theaterleiter
- Ohnsorge, Paul (1915–1975), deutscher Künstler
- Ohnsorge, Werner (1904–1985), deutscher Byzantinist und Archivar

### Oho
- O’Hoisin, Osgar (* 1996), irischer Tennisspieler
- O’Hora, Tony (* 1967), englischer Hard-Rock-Sänger, Gitarrist, Bassist und Keyboarder
- Ōhori, Aya (* 1996), japanische Badmintonspielerin
- Ohorn, Anton (1846–1924), deutscher Lehrer, Dichter und Schriftsteller
- Ohoven, Chiara (* 1985), deutsche Society-Tochter und It-GirlChiara Ohoven (* 1985)

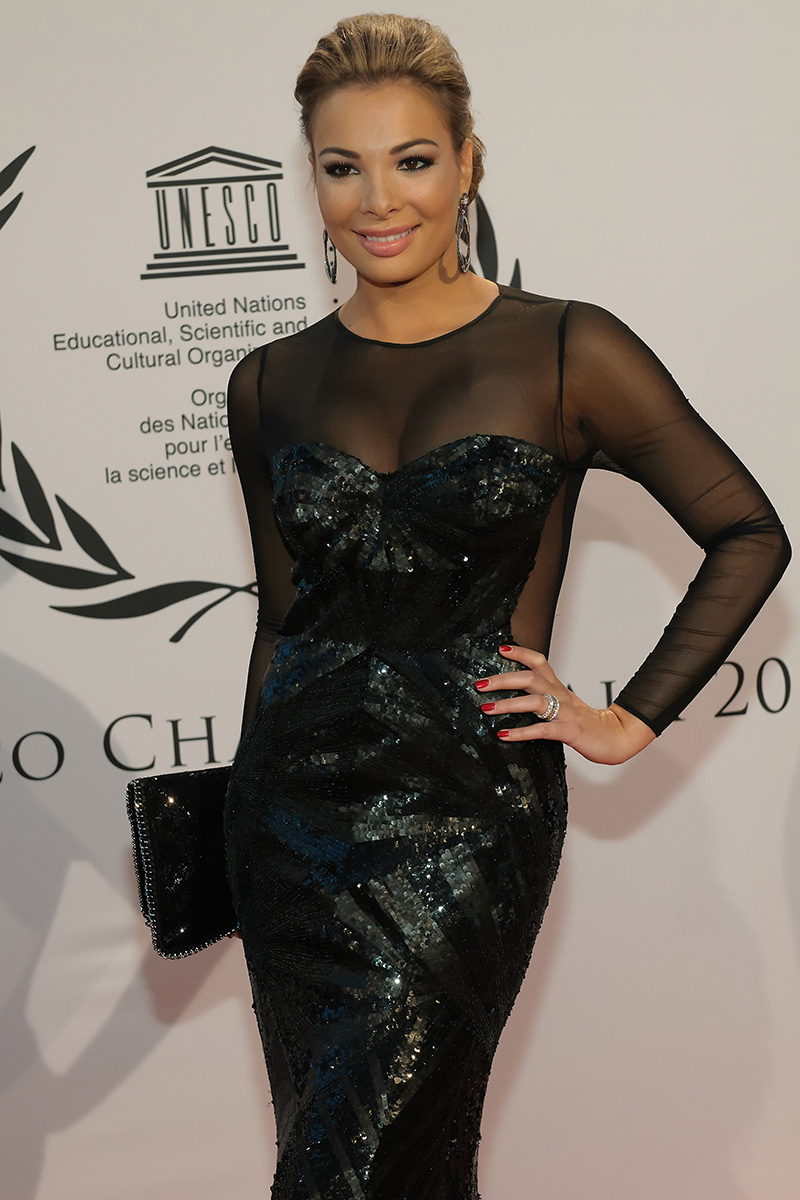
Chiara Ohoven (* 1985)

- Ohoven, Mario (1946–2020), deutscher FinanzvermittlerMario Ohoven (1946–2020)

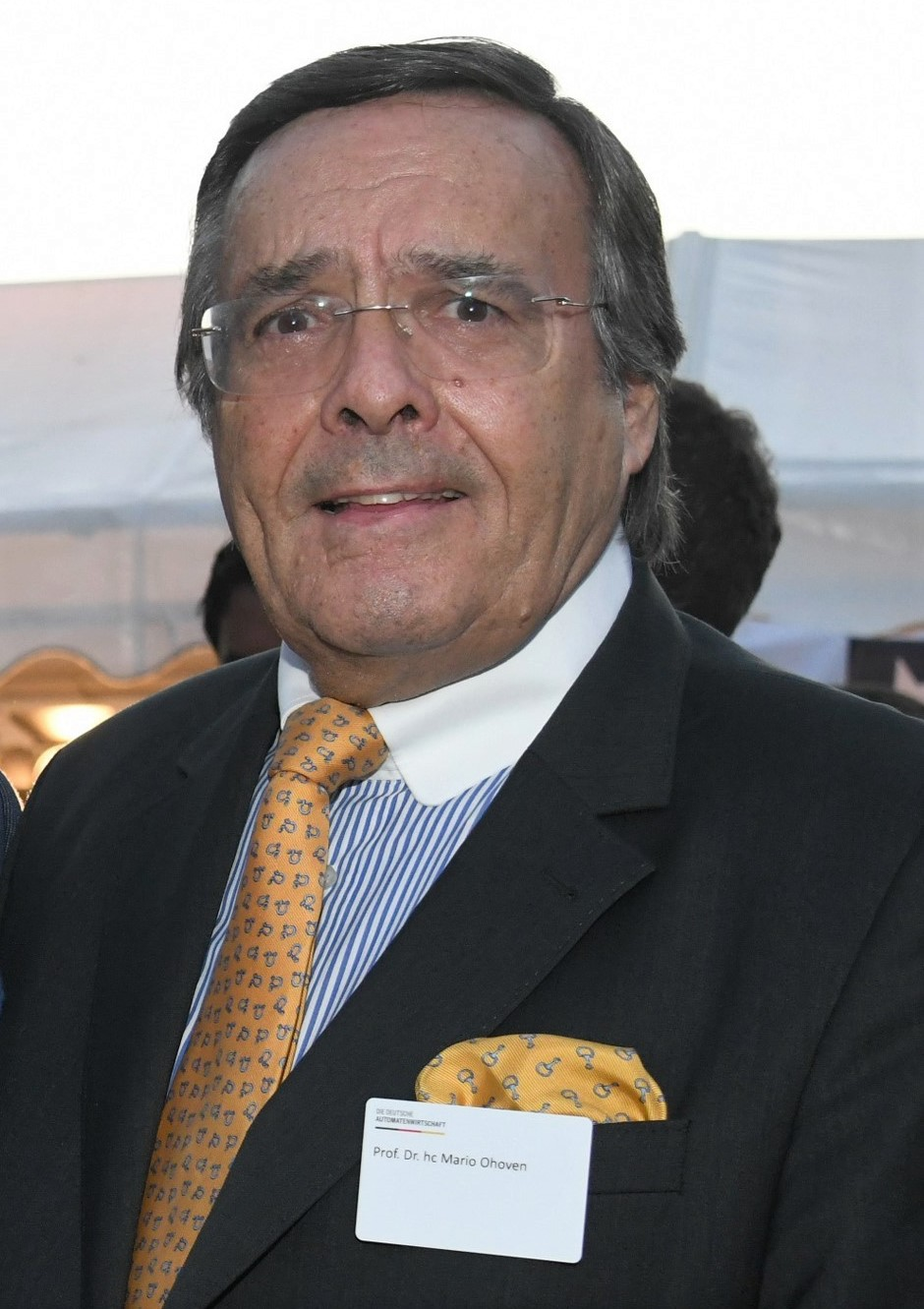
Mario Ohoven (1946–2020)

- Ohoven, Michael (* 1974), deutscher Filmproduzent
- Ohoven, Ute-Henriette (* 1946), deutsche UNESCO-Sonderbotschafterin

### Ohq
- Öhquist, Harald (1891–1971), finnischer Offizier
- Öhquist, Johannes (1861–1949), finnischer Beamter, Sprachlehrer, Kunsthistoriker und politisch aktiver Schriftsteller
- Öhquist, Rita (1884–1968), deutsche Übersetzerin

### Ohr
- Ohr, Helmut (1908–2002), deutscher Wirtschaftsjurist
- Ohr, Martine (* 1964), niederländische Hockeyspielerin
- Ohr, Renate (* 1953), deutsche Hochschullehrerin, Professorin für Volkswirtschaftslehre an der Georg-August-Universität Göttingen
- Ohr, Wilhelm (1877–1916), deutscher Historiker
- Ohrádka, Lukáš (* 1984), slowakischer Grasskiläufer
- Ohrel, Christophe (* 1968), Schweizer Fussballspieler
- Ohrem, Kai (* 1978), deutscher Theaterregisseur
- Ohrenberger, Alois (1920–1994), österreichischer Archäologe und Museumsdirektor
- Ohrenstein, Aaron (1909–1986), deutscher Rabbiner
- Øhrgaard, Per (* 1944), dänischer Germanist und Sprachhistoriker
- Öhri, Armin (* 1978), liechtensteinischer Schriftsteller
- Öhri, Stefan (* 1976), liechtensteinischer Politiker
- Ohringer, Mirjam (1924–2016), niederländische Überlebende des Holocausts
- Ohrloff, Christian (* 1944), deutscher Emeritus für Ophthalmologie
- Öhrlund, Uno (* 1937), schwedischer Eishockeyspieler
- Ohrmann, Heinrich (1885–1966), deutscher römisch-katholischer Theologe
- Öhrn, Elsa (* 2003), schwedische Schauspielerin
- Öhrn, Markus (* 1972), schwedischer Videokünstler und Theaterregisseur
- Öhrn, Rebecca (* 1996), schwedische Skilangläuferin
- Ohrner, Carolin (* 1961), deutsche Schauspielerin
- Ohrner, Thomas (* 1965), deutscher Schauspieler, Synchronsprecher und Moderator
- Ohrstedt, Pernilla (* 1980), schwedische Architektin in London
- Öhrstig, Emelie (* 1978), schwedische Skilangläuferin
- Öhrström, Edvin (1906–1994), schwedischer Bildhauer und Glaskünstler
- Öhrström, Eva (* 1944), schwedische Musikwissenschaftlerin
- Öhrström, Stéphanie (* 1987), schwedische Fußballspielerin
- Ohrt, Christoph M. (* 1960), deutscher SchauspielerChristoph M. Ohrt (* 1960)

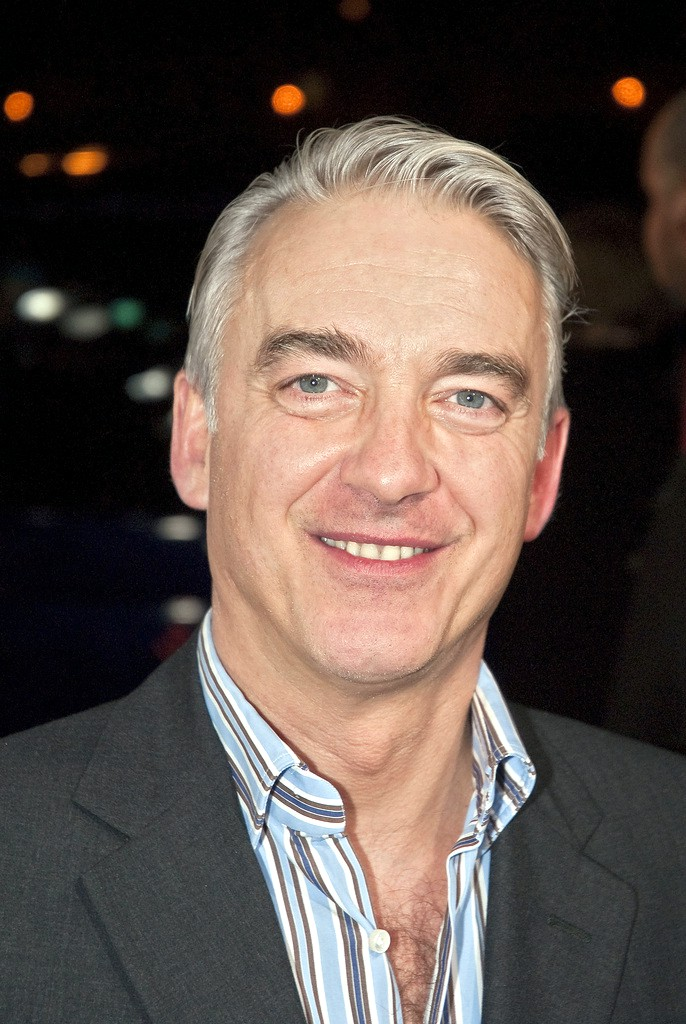
Christoph M. Ohrt (* 1960)

- Ohrt, Emil (1868–1934), deutscher Jurist, Japanisch-Dolmetscher, deutscher Konsul in Japan
- Ohrt, Karl August (1902–1993), deutscher Bildhauer, Maler und Grafiker
- Ohrtmann, Carl (1839–1885), deutscher Lehrer
- Ohrtmann, Ferry (1894–1969), deutscher Hallenchef und Radsportfunktionär
- Öhrvall, Leif (1897–1985), schwedischer Diplomat
- Ohrwalder, Josef (1856–1913), österreichischer Missionar und Autor
- Öhrwall, Hjalmar (1851–1929), schwedischer Arzt
- Ohrysko, Wolodymyr (* 1956), ukrainischer Diplomat und Politiker

### Ohs
- Ohs, Karl (1946–2007), US-amerikanischer Politiker
- Ohsam, Bernhard (1926–2001), rumäniendeutscher Journalist, Schriftsteller und Hörfunkredakteur
- Ohsan Bellepeau, Monique (* 1942), mauritische Politikerin
- Ohsawa, Georges (1893–1966), japanischer Philosoph, Gründer der makrobiotischen Ernährung und Philosophie
- Ohse, Hans Werner (1898–1991), deutscher evangelisch-lutherischer Geistlicher
- Ohse, Reinhard (1930–2022), deutscher Kirchenmusiker und Komponist
- Ohsen, Friedrich Wilhelm (1745–1795), kurhannoverscher Kanzleischreiber, Kartograf und Kupferstecher
- Ohser, Erich (1903–1944), deutscher ZeichnerErich Ohser (1903–1944)

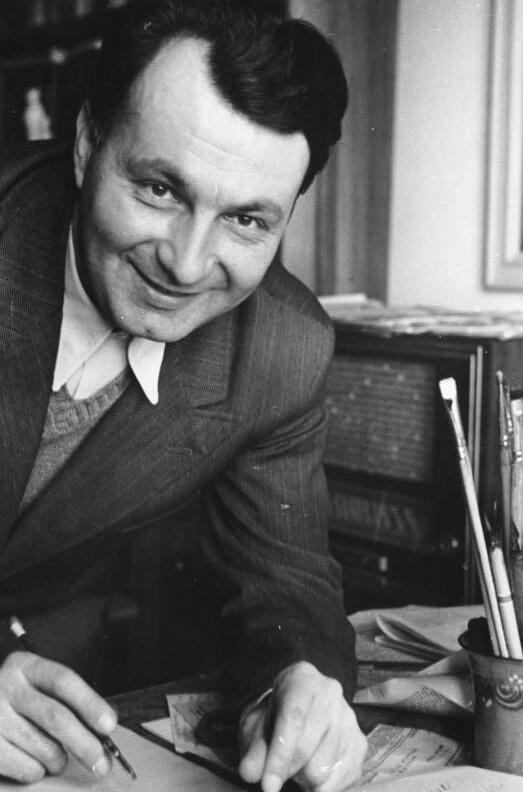
Erich Ohser (1903–1944)

- Ohser, Joachim (* 1953), deutscher Wissenschaftler
- Ohsson, Abraham Constantin Mouradgea d’ (1779–1851), französisch-armenischer Mongolist in schwedischen diplomatischen Diensten
- Ohsson, Ignatius Mouradgea d’ (1740–1807), armenischer Orientalist, Historiker und Diplomat in schwedischen Diensten
- Ohst, Ernst (1914–2000), deutscher Maler, Grafiker und Karikaturist
- Ohst, Martin (* 1957), evangelischer Theologe und Hochschullehrer
- Ohst, Wilhelm (* 1896), deutscher SA-Führer

### Oht
- Ohta, König des angelsächsischen Königreiches Kent
- Ohta, Masako (* 1960), japanische Pianistin und Komponistin
- Ohta, Riyu (* 1994), japanische Bahnradsportlerin
- Ohta, Tomoko (* 1933), japanische Molekularbiologin
- Ohtaka, Sizzle (1953–2022), japanische Sängerin
- Ohtake, Ruy (1938–2021), brasilianischer Architekt
- Ohtake, Tomie (1913–2015), japanisch-brasilianische Malerin und Bildhauerin
- Ohtamaa, Atte (* 1987), finnischer Eishockeyspieler
- Ohtani, Momoko (* 1995), japanische Rollstuhltennisspielerin
- Ohtani, Shohei (* 1994), japanischer BaseballspielerShohei Ohtani (* 1994)

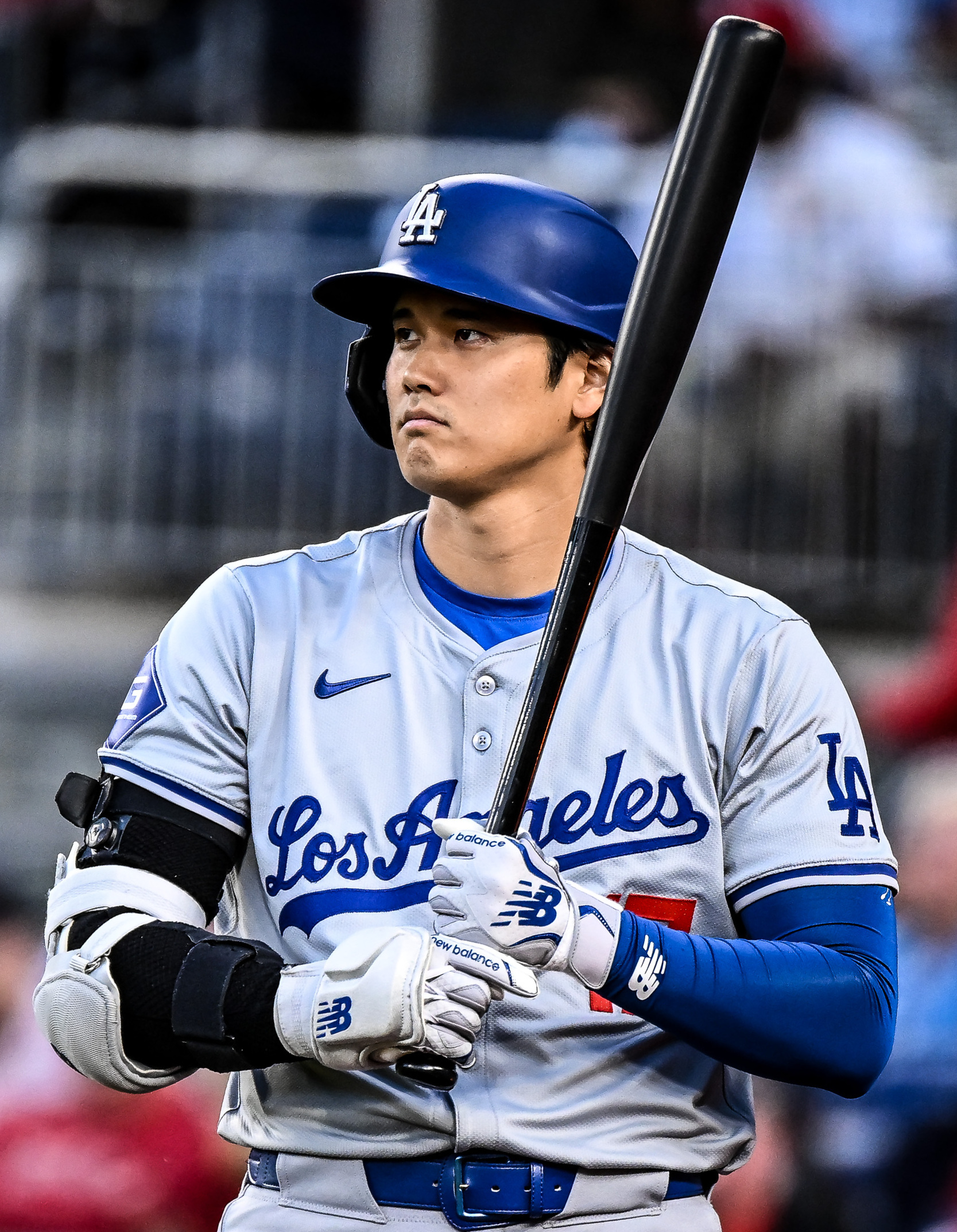
Shohei Ohtani (* 1994)

- Ohtonen, Olli (* 1979), finnischer Skilangläufer
- Ohtrich († 981), Theologe, Hofkapellan, Philosoph und Gelehrter
- Ohtsji, Kevan (* 1978), kanadischer Schauspieler und Synchronsprecher
- Ohtsu, Motoichi (* 1950), japanischer Elektroingenieur

### Ohu
- Ohure, Saturnino († 1967), sudanesischer katholischer Priester und Politiker
- O’Hurley, Raymond (1909–1970), kanadischer Politiker
- Ohuruogu, Christine (* 1984), britische Sprinterin
- Ohuruogu, Victoria (* 1993), britische Sprinterin

### Ohy
- Ohya, Kazumi (* 1966), japanische Comiczeichnerin
- Ohyama, Heiichiro (* 1947), japanischer Dirigent und Bratschist

### Ohz
- Ohzawa, Hisato (1907–1953), japanischer Komponist